# Palatul lui Dioclețian din Split
Palatul lui Dioclețian (în croată Dioklecijanova palača) este reședința imperială fortificată construită de împăratul Dioclețian pe coasta Dalmației pentru a-și petrece viața după abdicarea sa în anul 305. Este unul din cele mai bine conservate edificii ale Antichității târzii. Vestigiile sale se păstrează în centrul istoric al orașului Split, Croația. Contrar unei legende populare, orașul (denumit în latină Spalatum) își trage numele de la cel al cetății grecești vecine Aspalathos (în traducere, «tufiș alb») și nu de la termenul latinesc pentru palat (în latină palatium). Împăratul Dioclețian și-a petrecut cea mai mare parte din ultimii săi ani aici și, la moartea sa, a fost înmormântat într-un sarcofag plasat în mausoleul pe care l-a construit.
Palatul este o excepțională rămășiță a culturii anilor Tetrarhiei care nu a supraviețuit fondatorului său. În același timp reședință de prestigiu, templu dinastic și mausoleu, este prototipul unui model de palat al vremii sale luat de exemplu de alte două palate mai puțin grandioase, cel de la Romuliana al lui Galerius și cel de la Šarkamen al lui Maximinus Daia.
După dispariția ctitorului său, palatul a continuat să funcționeze până în secolul al VI-lea, fiind reședință oficială a administrației provinciale și a unor personalități aflate în exil, dar și, temporar, manufactură de textile. După invaziile slavilor, între zidurile sale s-a dezvoltat un mic oraș care avea să-i succeadă Salonei ca scaun episcopal și centru administrativ al autorităților bizantine. A sfârșit prin a trece sub control venețian, devenind cetate întărită a Republicii până la dizolvarea ei în 1797. În secolul al XVI-lea, vestigiile palatului au atras atenția arhitecților și învățaților europeni, și au avut o anumită influență asupra curentului neoclasic.

## Reședință pentru Dioclețian

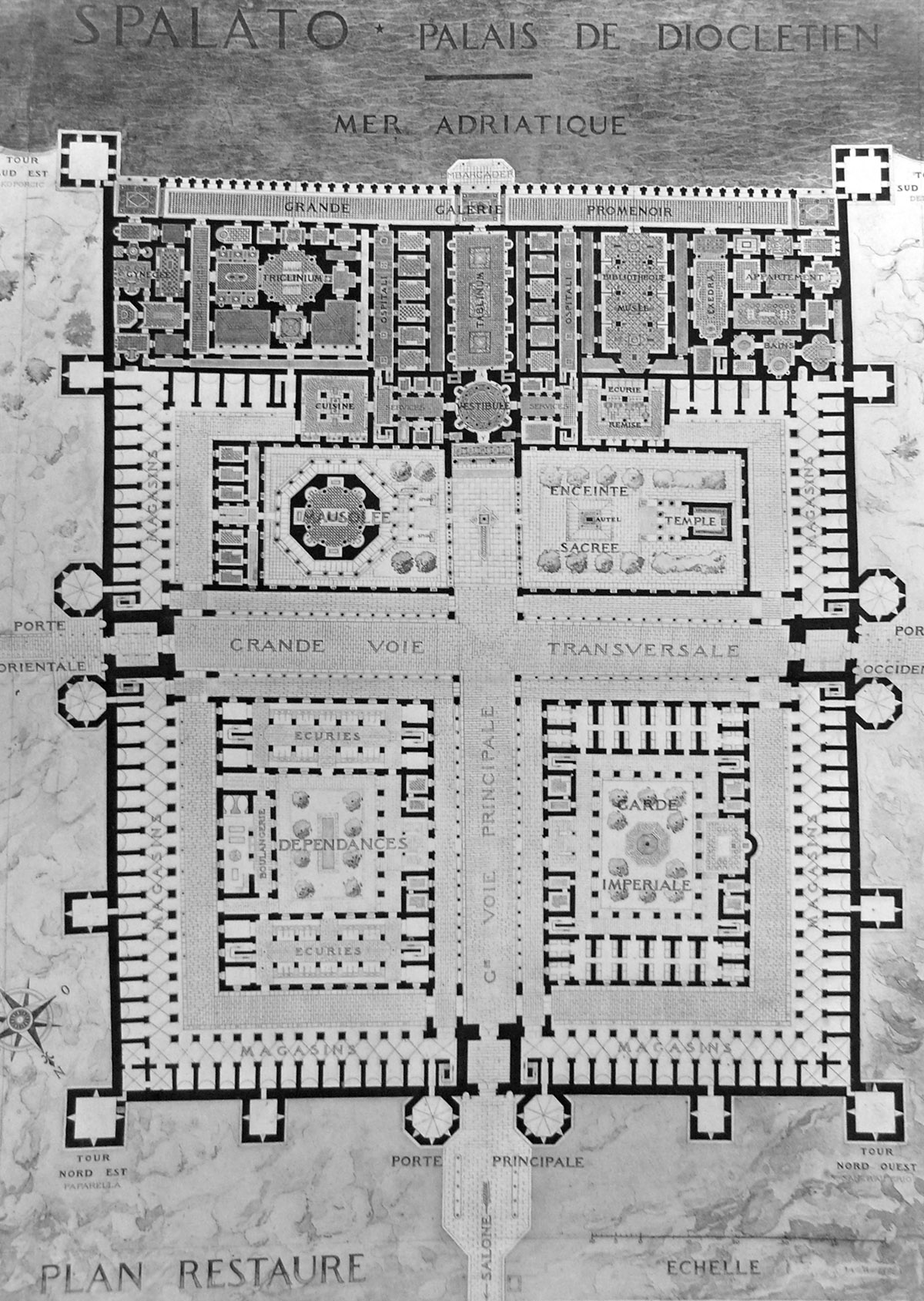
Planul palatului, reconstituit de Hébrard

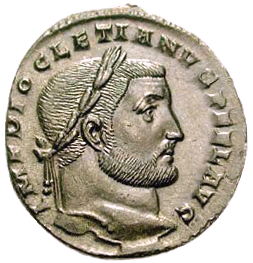
Follis cu portretul lui Dioclețian, bătut la Trier în 300-301.

După două decenii de apogeu al puterii, longevitate nemaivăzută de Roma de la sfârșitul secolului al II-lea, împăratul Dioclețian părea obosit și măcinat de responsabilități: la 20 noiembrie 304, cu exact un an după ce a sărbătorit vicennalia (noiembrie 303), a leșinat la ceremonia de inaugurare a circului din Nicomedia. Reîntors bolnav din campania sa pe Dunăre împotriva carpilor, starea lui s-a înrăutățit și a slăbit foarte mult. A rămas imobilizat în palatul său pe parcursul întregii ierni care a urmat, iar prin oraș au început să circule zvonuri că ar fi murit. Când a reapărut în fața publicului la 1 martie 305, om bolnav și vlăguit, era de nerecunoscut. Galerius a venit la el și, conform lui Lactantius, l-a presat să abdice în favoarea lui. Credibilitatea acestei surse nefiind cea mai bună, este la fel de probabil că Dioclețian însuși să fi hotărât să abdice și să pună în aplicare un proiect pe care probabil l-a conceput încă din 295 și în care s-a întâlnit cu al doilea August, Maximian, la ultima lor întrevedere din 303: dacă boala a dictat calendarul exact al execuției, hotărârea privind construirea sa corespunde unui plan mai vechi. La 1 mai 305, pe un deal aflat la câțiva kilometri de Nicomedia, chiar în locul unde fusese proclamat împărat, Dioclețian s-a adresat soldaților, anunțându-le abdicarea sa și transferul puterii supreme către noii împărați auguști Galerius și Constantius, asistați de doi cezari, Maximinus Daia și Flavius Valerius Severus. În aceeași zi, colegul său Maximian a abdicat la Milano și și-a cedat puterile lui Constantius.
Această abdicare a fost un act politic nemaivăzut care i-a uimit pe contemporani: Dioclețian a redevenit simplu cetățean (deși și-a păstrat demnitatea de August) și s-a retras în regiunea sa natală unde-și construise o reședință la Split în exact acest scop. Cu puțin trecut de 60 de ani, el a trăit aici încă vreo 10 ani, suficient pentru a vedea prăbușirea sistemului politic imaginat de el pentru garantarea sănătății imperiului. El a respins totuși solicitările de a reveni pentru a pune capăt războiului civil în care se înfruntau succesorii săi. Doar în 308, a redevenit consul și a acceptat, la propunerea lui Galerius, să meargă la întrevederea de la Carnuntum din 11 noiembrie: acolo, l-a obligat pe Maximian să pună capăt tentativei de revenire la putere, în vreme ce Licinius a fost numit August în locul lui Severus ucis de către Maxentius. Aceasta a fost însă ultima sa intervenție în afacerile politice ale imperiului: acolo i s-a cerut să reia purpura pentru a pune capăt uzurpării lui Maxentius, el a răspuns textual că preferă să cultive varză în palatul său din Dalmația. Nu a mai plecat din Split în anii care au urmat, nici măcar pentru a încerca să-și salveze soția Prisca și fiica Galeria Valeria, pe care moartea soțului ei, Galerius, în 311, le-a lăsat la mila lui Maximinus și a lui Licinius: el s-a mulțumit să trimită mesaje și soli celor doi împărați care să intervină în favoarea lor. Retragerea sa a fost atât de totală încât nu se cunosc cu siguranță nici cauza și nici data exactă a morții sale — probabil la 3 decembrie 311.
Dacă Dioclețian a locuit astfel la Spalato aproape permanent între 305 și 311, data construcției palatului nu este cunoscută cu certitudine. Faptul că deja exista în 305 (deși nimic nu spune că era complet terminat) este considerat a fi o dovadă că abdicarea lui Dioclețian fusese planificată încă de la demararea proiectului Tetrarhiei, în care caz construcția ar fi început pe la 295. Ar putea fi însă și mai târziu. O dată posibilă a demarării construcției palatului mai este și anul 298, în care imperiul a cunoscut un mic răgaz între războaie după mai multe victorii răsunătoare, în special cea a lui Galerius împotriva perșilor și a lui Dioclețian însuși în Egipt: din toamna lui 297 până în vara lui 298, Dioclețian a înăbușit rebeliunile uzurpatorilor Lucius Domitius Domitianus, mai întâi, și apoi a lui Aurelius Achilleus, în Thebaida, astăzi în Fayyum. Cu această ocazie, el a fondat noi orașe, Diocletianopolis și Maximianopolis. Perioada petrecută de Dioclețian în Egipt a durat aproape un an și jumătate, timp în care el s-a ocupat în special cu planificarea construcțiilor de la Roma, cum ar fi termele care îi poartă numele. O scrisoare a procuratorului Thebaidei, Aurelius Isidorus, datată 28 ianuarie 300, privind transportul de la Syene la Alexandria a coloanelor destinate unui monument al lui Dioclețian. Palatul din Split este remarcabil prin abundența materialelor de origine egipteană: cele douăsprezece statui ale sfinxului, sutele de coloane de granit roșu, roz sau gri, de porfir, unele tipuri de marmură provenite din Egipt. Această particularitate poate fi pusă pe seama trecerii împăratului prin Egipt, în care caz construcția palatului nu ar fi putut fi anterioară anului 298. Rămâne în tot cazul o singură ipoteză: nicio dată arheologică sau documentară nu permite precizarea exactă a datei construcției sau măcar dacă palatul era terminat în 305.

## Planul și vestigiile
Reședința lui Dioclețian combină aspecte ale mai multor tipuri de construcții: este în același timp o cetate cu turnuri de pază, un oraș cu străzi și sanctuare, și o mare vilă luxoasă cu apartamente private. Este reprezentativă pentru cele trei principale forme arhitectonice care caracterizează epoca fondatorului său.
Situl pe care a fost construit palatul conține o pantă dublă, cu o înălțime de mai mult de opt metri, de la nord la sud, către muchie, și de mai puțin de 2 m în direcția sud-vest. Aria întărită este mai mare de 3,8 ha și formează un dreptunghi oarcum neregulat: dimensiunile exterioare și interioare ale fiecărei muchii sunt respectiv de 215,5 m și 191,25 m pentru cea de est și cea de vest, 175 m și 151 m pentru nord, 181 m și 157,5 m pentru sud. Palatul ocupă circa o șesime din suprafața unei cetăți standard a unei legiuni romane de 5400 de soldați, și dublul suprafeței unui fort de 500 de auxiliari. În 1926, dată la care habitatul medieval și modern instalate în cetate încă mai existau, populația intra muros era de 3.200 de locuitori ce trăiau în 278 de case.

### Întăriturile

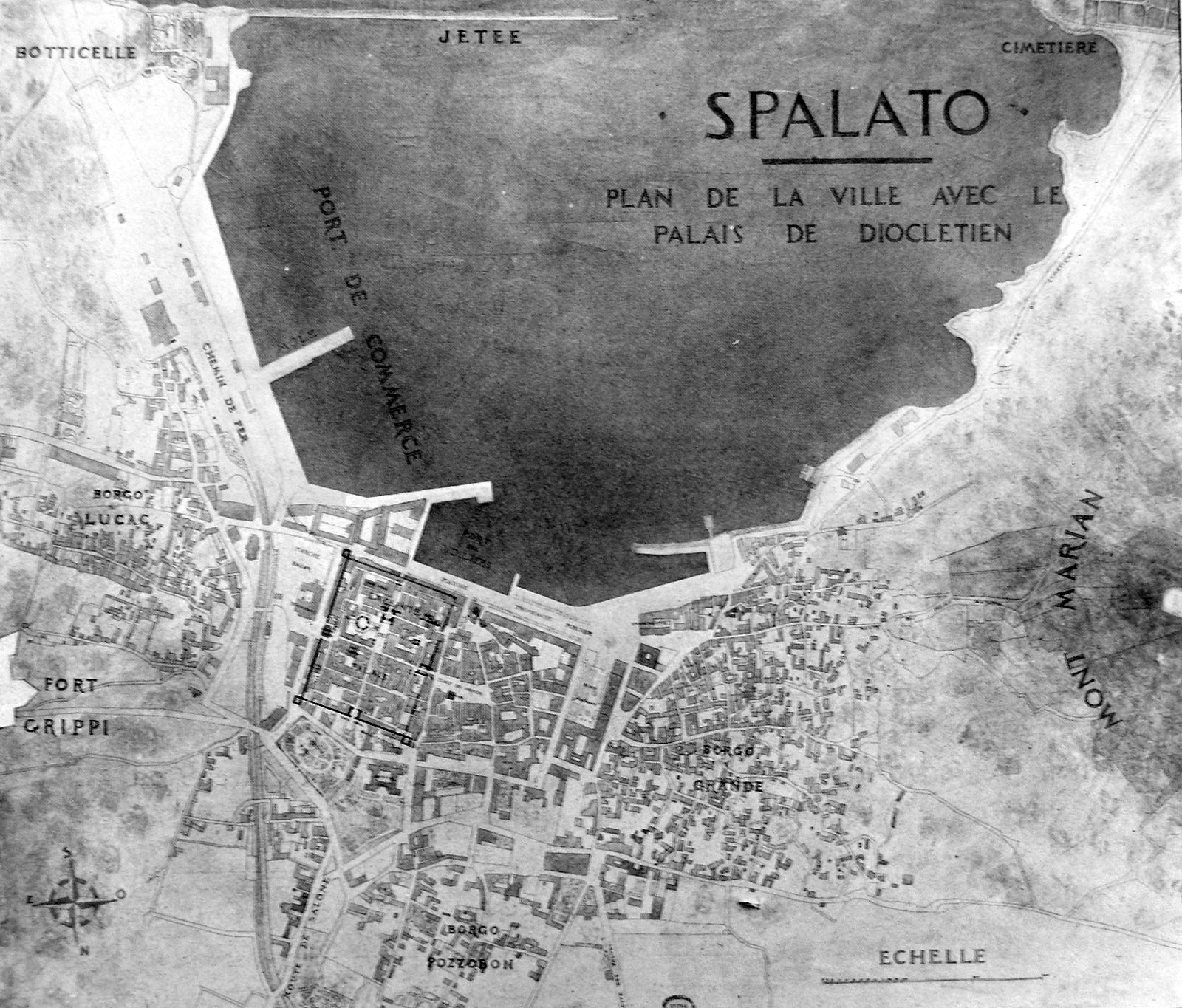
Plan general al Splitului în 1912

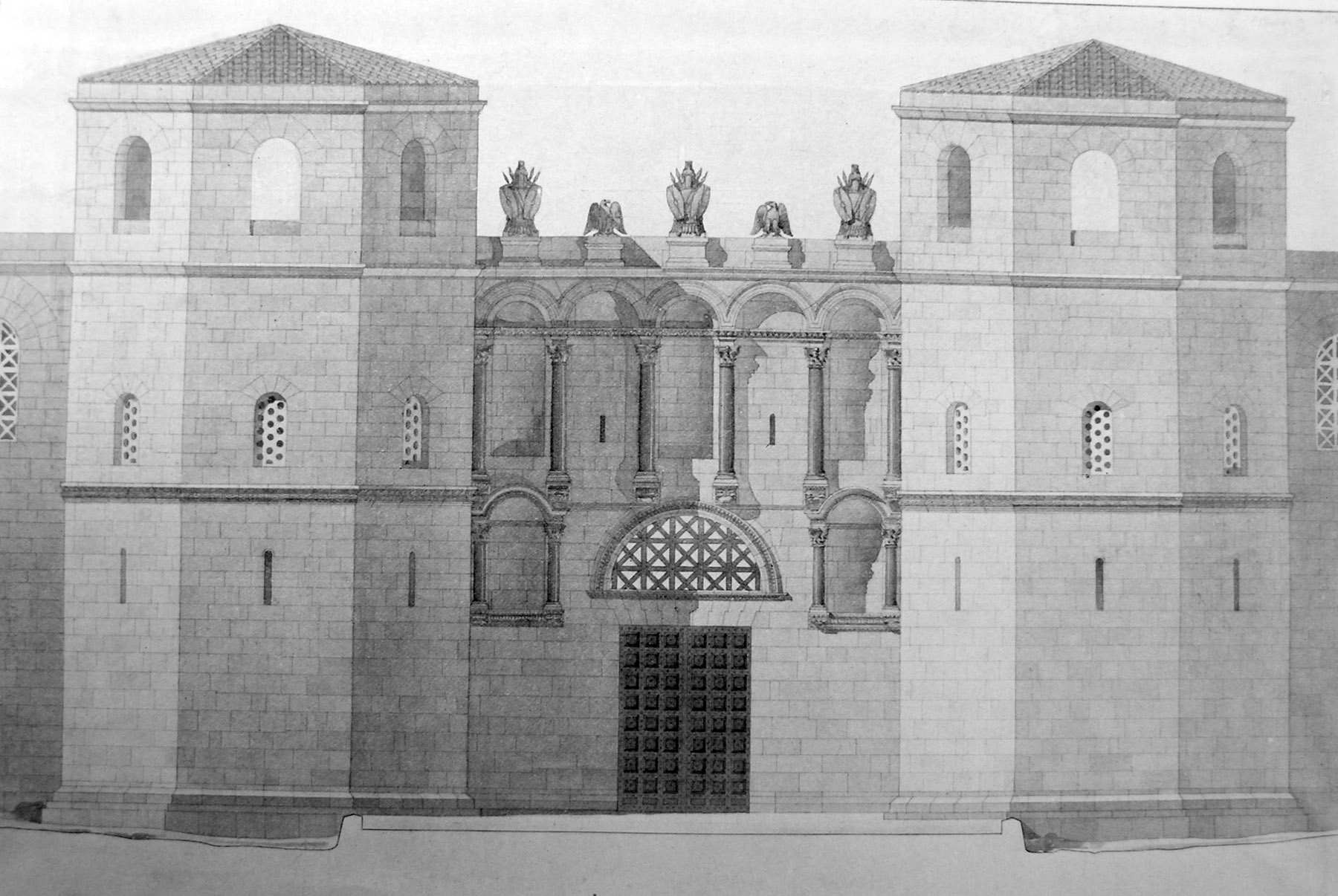
Porta Aurea, reconstituire de E. Hébrard

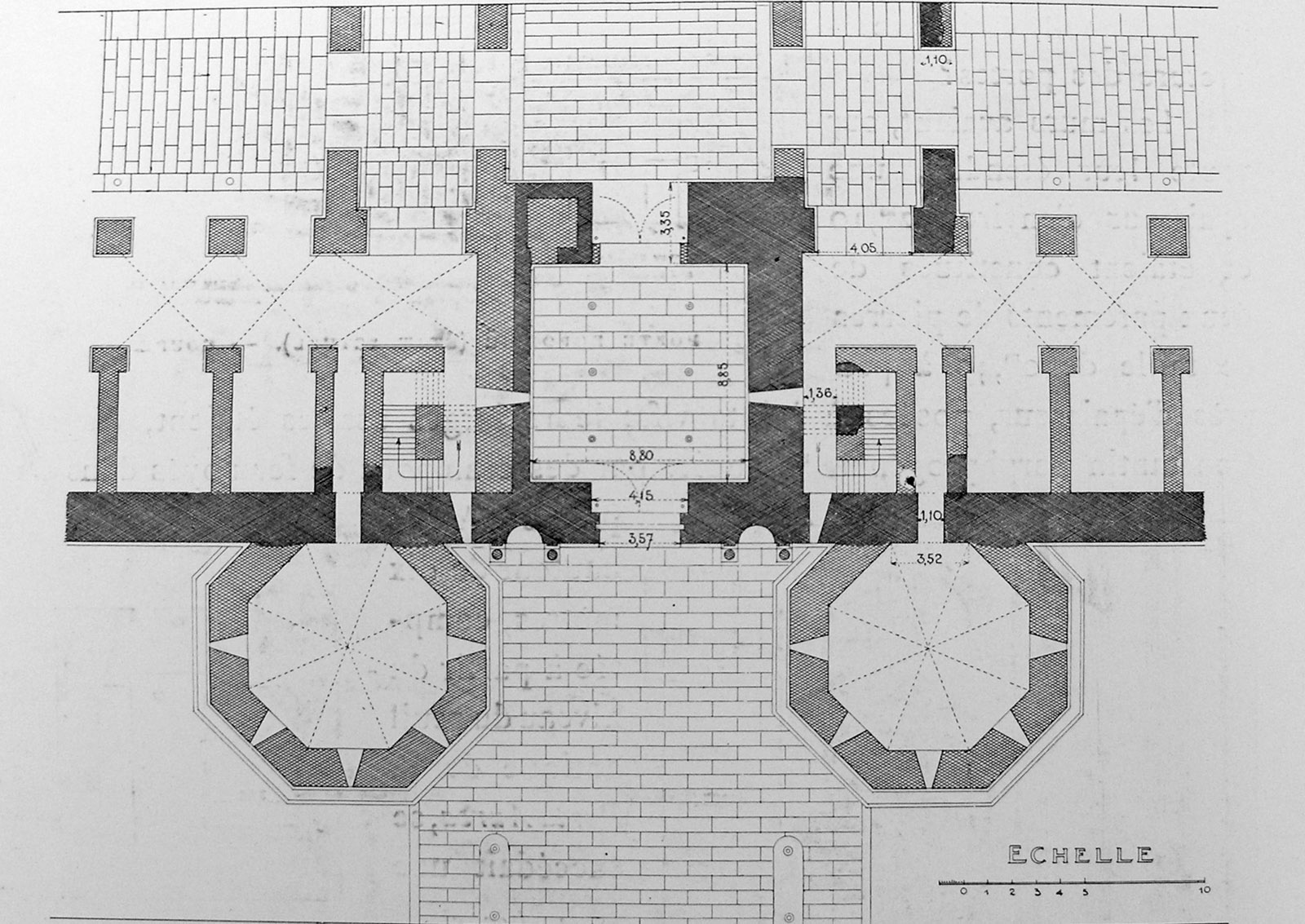
Planul Porta Aurea

Zidurile fortificațiilor, cu o grosime medie de 2,1 m, sunt formate din două straturi de zidărie, cu grosimi între 40 și 60 de centimetri cu o umplutură de mortar amestecat cu bucăți de moloz de diverse forme. Stratul exterior al zidurilor este un aparat dreptunghiular pseudo-isodomic cu blocuri de calcar decupate și asamblate cu grijă, fără mortar, dar cu crampoane de fier. Zidăria este continuă, fără cărămizi de ajustare. Ea este așezată direct pe fundația din substratul stâncos.
Zidul devine mai gros în partea sa superioară — 1,15 m — care începe cu două niveluri sub ambrazurile ferestrelor pasarelei. Acestea sunt în formă de arce, formate din două rânduri de pietre îngroșate (fața exterioară 17, cea interioară 11), cu o lățime medie de 2 m la o înălțime de 3,10 până la 3,9 m înălțime în centru. O cornișă simplă în S înconjoară perimetrul la o distanță constantă față de sol și deci, dată fiind panta, la o înălțime destul de mare: este și ea mai înaltă de 1,1 m în colțul de nord-est decât la poarta de vest, locul cel mai jos unde este încă vizibilă. Pe latura de vest, cornișa este situată la 22 m deasupra nivelului mării, dar pe cea de est, ea se găsește cu 82 cm mai jos: modificarea de nivel se face la înălțimea turnului octogonal de la poarta de nord. De aici rezultă o diferență de înălțime a deschiderilor pasarelei între cele două părți, de est și de vest ale zidului nordic — ele sunt de 3,60 și respectiv 3,1 m. Între turnuri, se găsesc câte 6 sau 7 deschideri.
Pe latura de sud, partea superioară a zidului de apărare (la 9 metri deasupra fundațiilor) este în întregime ocupată de o galerie cu arcade care evocă fațada unei vile: este un element frecvent întâlnit la palatele imperiale, regăsit de exemplu la fațada maritimă a palatului Bucoleon din Constantinopol, sau la palatul lui Dioclețian de la Antiohia. Această galerie este formată din 42 de arcade delimitate de 44 culoane surmontate pe semicapitolii. Ea este întreruptă de trei logii, în centru și la margini. Alte două arcate intermediare se disting printr-o lățime mai mare: ele corespund deschiderilor celor trei mari săli principale de la nivelul superior al apartamentelor private, sălii basilicale dinspre vest și tricliniumului dinspre est. În reconstituirile clasice ale lui d'Hébrard și Niemann, marea scaldă baza zidului dinspre sud: în realitate, nu s-a pus problema dacă aceasta se întâmpla de-a lungul întregii fațade sudice.
Curtea era întărită de trei tipuri de turnuri, turnuri cu amprenta dreptunghiulară, turnurile octogonale ce flancau cele trei porți și turnurile pătrate intermediare, toate proeminente deasupra zidului, așa cum este cazul la toate fortificațiile din antichitatea târzie. Trei dintre turnurile de colț încă mai există, doar al patrulea, de la extremitatea de sud-vest, fiind distrus în preajma lui 1550 după ce fusese erodat de apele mării. Accesul la turnuri se făcea printr-un pasaj amenajat în grosimea zidului ca nivel superior.

### Peristilul
Cardo-ul este prelungit la sud de răscruce cu decumanus printr-o curte alungită, pavată, bordată de arcade și măsurând 27 de metri lungime pe 13,50 lățime: multă vreme cunoscută sub denumirea „curtea catedralei”, în secolul al XX-lea a început să fie denumită „Peristilul”, cu referire la cele două colonade care o delimitează. Înalte de 5,25 metri, coloanele sunt douăsprezece din granit roșu din Egipt și celelalte din marmură — probabil din cipolin din Evia. Multe dintre ele a trebuit să fie încercuite cu bronz întrucât se fisuraseră sub greutatea arhitravelor și arcadelor. Monument în sine, Peristilul este format în realitate din fațadele celor trei monumente care îl înconjoară, vestibulul monumental al apartamentelor private din sud, veranda Masuoleului de la est și fațada temenosului templului lui Jupiter către vest.
La origine, intercolonamentele arcadelor laterale au fost închise cu o balustradă făcută din panouri perforate, cu o înălțime de 2,4 m: unul dintre acestea încă mai era vizibil în epoca lui Adam. Intercolonamentul ce marca intrarea în Mausoleu și în temenos este mai important, în timp ce cele trei arcade cel mai dinspre sud sunt puțin mai înalte, aproape ajungând la arhitravă.
Muchia sudică a Peristilului corespunde verandei tetrastilului monumental al apartamentelor private: patru coloane de granit roșu surmontate de capiteluri corintiene susțin un fronton și o arhitravă a cărei parte centrală, de deasupra porții, formează un arc. Acest motiv denumit „fronton sirian” subliniază axa de simetrie a verandei și este reluat la intrarea mausoleului și a templului, creând prin această repetiție o unitate stilistică între cele trei spații. Frontonul este surmontat la rândul său de o plintă lată de 4,26 m cu scopul de a găzdui un grup de statui — probabil o cvadrigă. Accesul în verandă dinspre curte se făcea prin două grupuri de trepte ce duc spre deschiderile laterale, în timp ce intercolonamentul central era blocat de o transenă, care îi dă forma de tribunal. Deci nu avea în față o scară care urcă, ci o scară care coboară către o poartă boltită ce îi dă acces la nivelul inferior al vestibulului, și de acolo la poarta de sud.
În Renaștere, au fost adăugage două mici capele în intercolonamentele laterale ale verandei.
Nivelul curții pavate era la origine inferior celui aparținând monumentelor vecine: era deci înconjurată din trei părți, spre nord, est și vest. Luat în ansamblu, Peristilul se prezintă deci puțin ca un templu clasic.

### Mausoleul

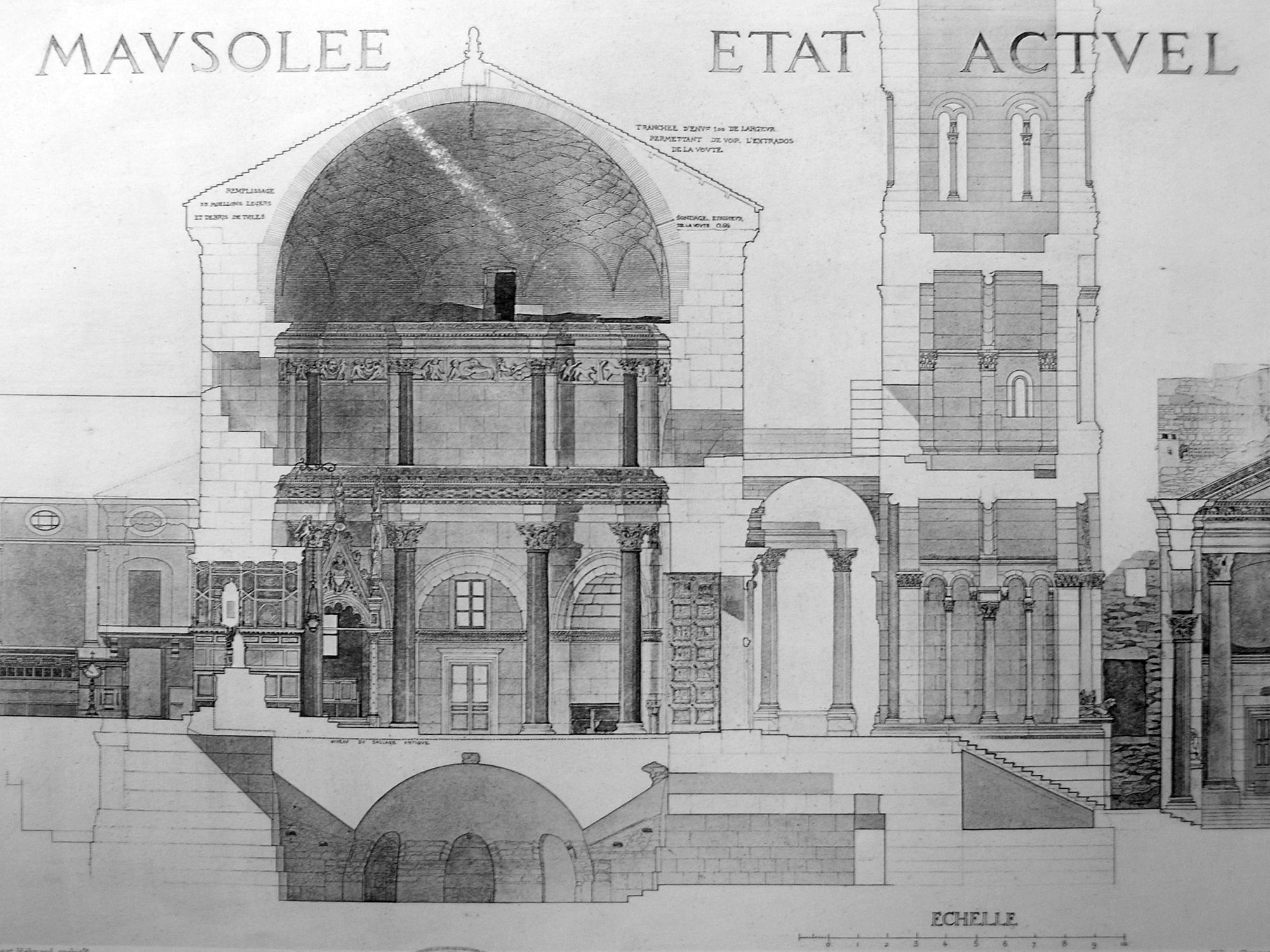
Cupola Mausoleului în starea ei din 1912

Mausoleul ocupă colțul de sud-est al palatului, o zonă dreptunghiulară de circa 32 m lățime și 39 m lungime, a cărei fațadă este arcada estică a Peristilului. Celelalte trei muchii ale incintei sunt ziduri simple, de aceeași înălțime ca și arcada, având în tencuiala interioară nișe cu forme alternative de semicerc și pătrat, în care erau plasate statui. Spațiul central al acestui temenos este ocupat de mausoleul octogonal al lui Dioclețian, monument cel mai bine păstrat din tot palatul, în mare parte datorită transformării sale ulterioare în biserică și restaurării sale între 1880 și 1885.
Mausoleul are amprenta în formă de octogon cu latura de 7,6 m, iar pereții au 2,75 m grosime și sunt sprijiniți pe un podium mai mare, de 3,7 m înălțime. Podiumul, și el octogonal, adăpostește o criptă boltită cu diametrul de 13 m, și se prelungește către vest pe o distanță de circa 9 m pentru a susține veranda intrării. Pe muchia sud-vestică a acestei extensii se găsește descrierea de 1 m a unui pasaj ce permite accesul la criptă dinspre vest. Această criptă, care era aerisită prin trei fante situate aproape de partea superioară a podiumului, nu avea probabil niciun rol formal și nu putea fi locul de depunere a sarcofagului lui Dioclațian. Interiorul său nu fusese decorat și era parțial obstrucționat de opt contraforți care ies din pereți către centru. Existența unei fântâni, a cărei dată nu este sigură, dă impresia că spațiul rămăsese accesibil, fără o funcție bine definită.

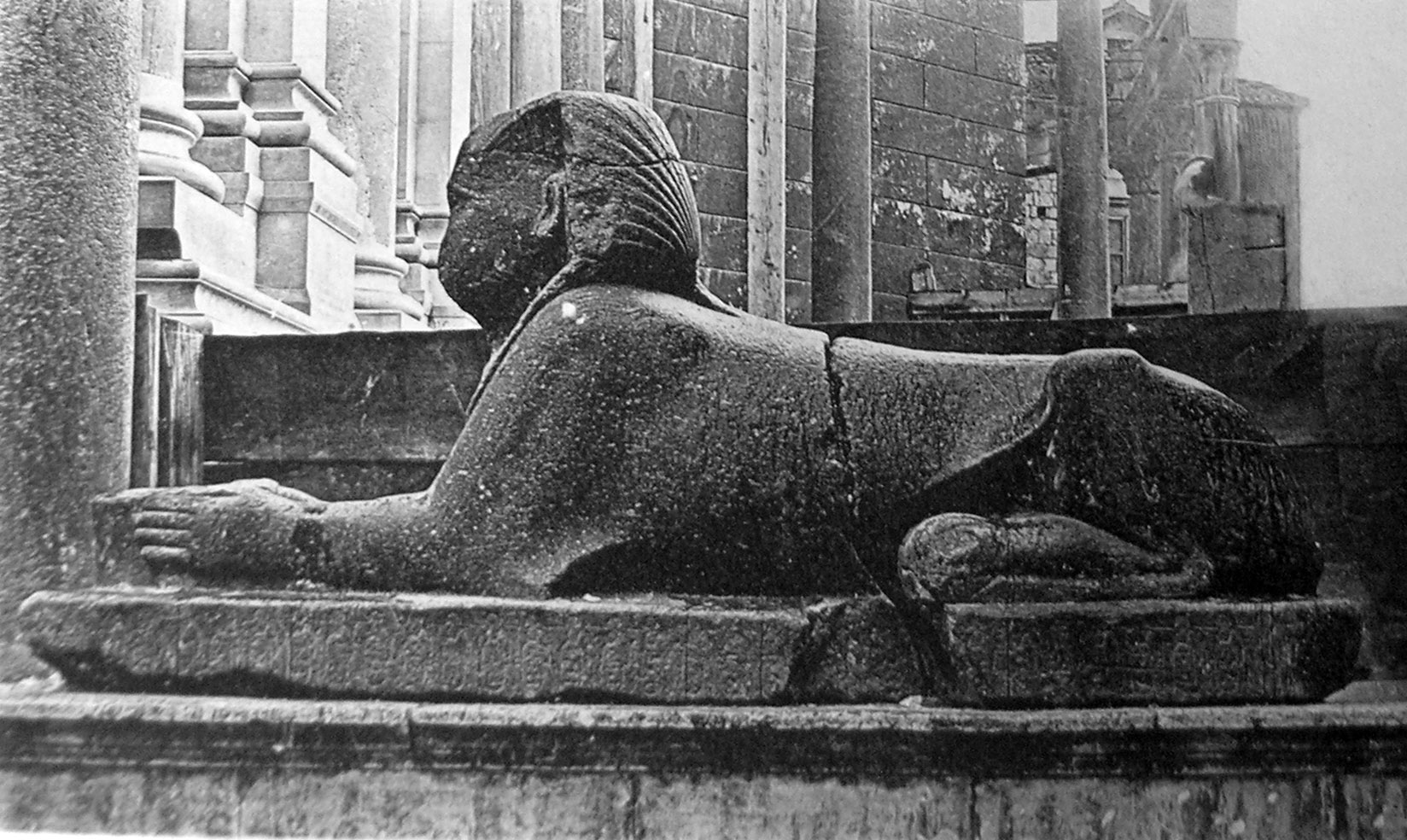
Sfinxul lui Ramses al II-lea/Tutmes al III-lea.

Spațiul interior al temenosului, din jurul Mausoleului, ar fi putut fi pavat sau amenajat ca grădină. Intrarea în Mausoleul propriu-zis, pe muchia de vest, este semnalat printr-o șambrană continuată, bogat decorată cu o viță de vie înconjurată de capete de animale. Două console susțin un coronament în friză. Aproape întreaga verandă inițială a intrării a dispărut, în urma construcției clopotniței între secolele al XIII-lea și al XVII-lea: nu s-au mai păstrat în fundațiile ei decât urme ale celor opt coloane ale verandei, care trebuia să se asemene unei versiuni mai mici a verandei Vestibulului. Două statui ale sfinxului erau plasate de o parte și de alta a scării verandei, și nu este exclus ca și altele să fi înconjurat Mausoleul. Prezența acestor statui egiptene cu puternică conotație funerară, simbolizând străjerii mormântului, este un element care întărește identificarea octogonului cu mausoleul lui Dioclețian. Unul dintre sfincși este din bazalt negru și măsoară 2,46 m lungime și 0,65 m lățime, cu o înălțime de 1 m. Cele două membre anterioare par omenești mai degrabă decât de animal și el ținea un vas pentru ofrande. Pe plinta statuii este o friză gravată cu războinici cu și fără barbă, ținând scuturi pe care sunt înscrise nume de orașe din Palestina: ar putea fi vorba de o inscripție datând din timpul domniei lui Ramses al II-lea (1279-1213 î.e.n.) adăugată pe o statuie datând din timpul faraonului Tutmes al III-lea (1504-1450 î.e.n.). Un al doilea sfinx, inițial plasat în fața primului, este sculptat în granit de Assuan: este mai mic, având o lungime de 1,51 m, o lățime de 0,45 m și o înălțime de 1,44 m — neavând cap, care este spart și desprins. El poartă o inscripție care îl datează în timpul domniei lui Amenhotep al III-lea (1386-1349 î.e.n.). Capul spart al unui alt sfinx, de această dată din granit roz,  a fost în schimb descoperit într-o casă: el putea aparține unei alte statui plasată în preajma mausoleului. În fine, un alt cap de sfinx descoperit în 1908 la Salona ar putea proveni dintr-o statuie plasată la început la Split.

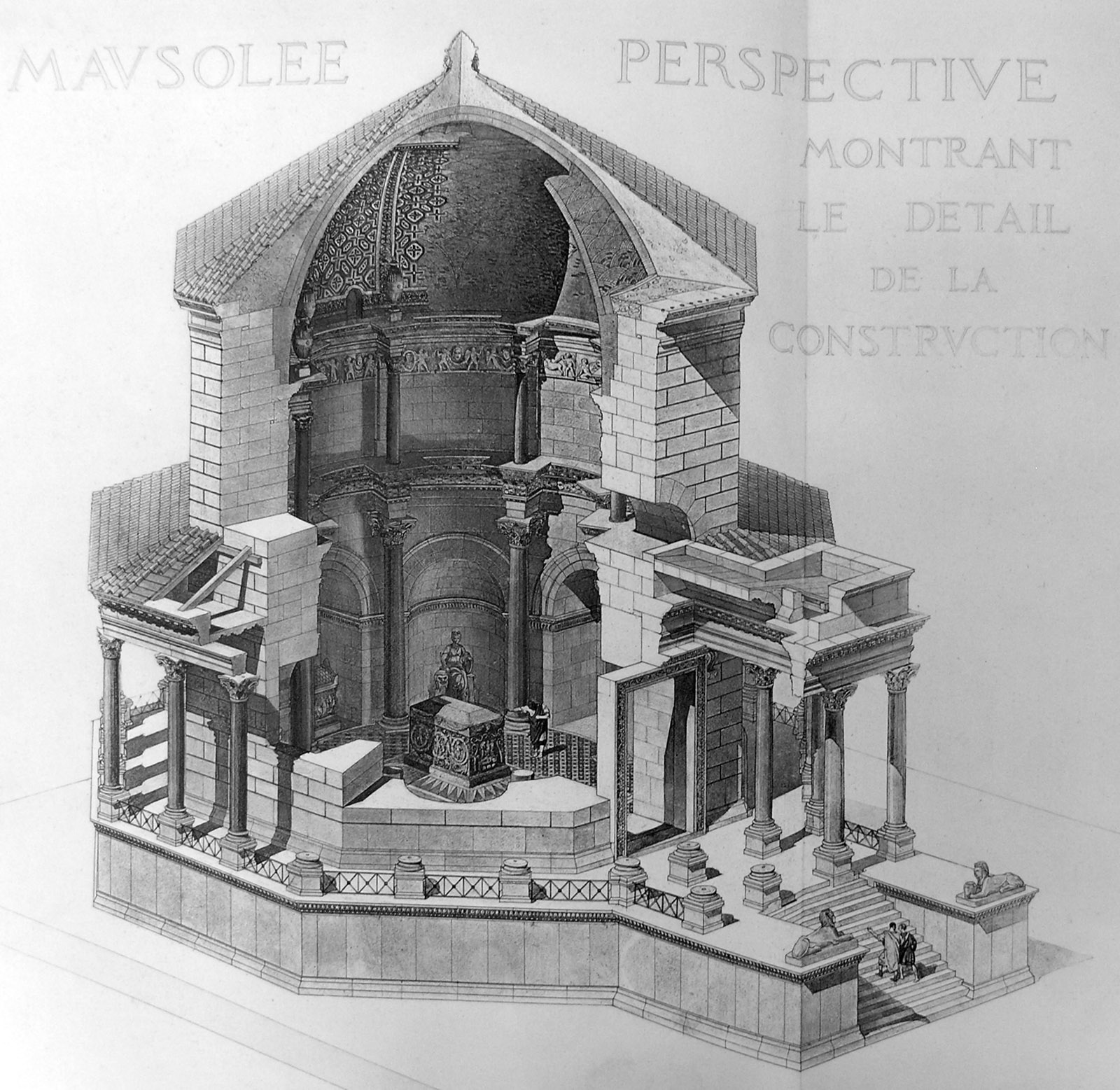
Reconstituire axonometrică a Mausoleului de E. Hébrard

Camera circulară a Mausoleului are un diametru de 13,35 m și o înălțime maximă de 21,5 m, în centru. La nivelul solului, muchiile sunt ocupate alternativ de patru nișe semicirculare și patru dreptunghiulare — dintre care una corespunde intrării de pe muchia de vest. Între nișe, la o distanță de 0,56 m de perete, se găsesc opt coloane de granit roșu de Assuan, surmontate pe un capitel corintian și o arhitravă supraînălțată, care dau acestui ordin o înălțime totală de 9,06 m. El este, la rândul său, surmontat, fără bază, de un mic ordin format din opt coloane — patru de porfir și patru de granit egiptean gri — patru capiteluri compuse și patru capiteluri neocorintiene, și o a doua arhitravă supraînălțată, la o înălțime de 4,85 m. Cele două ordine combinate ating o înălțime de 13,91 m de la bază până la cupolă. Coloanele nu au nicio funcțiune arhitecturală, ci sunt pur decorative, fiind adăugate după terminarea structurii Mausoleului.

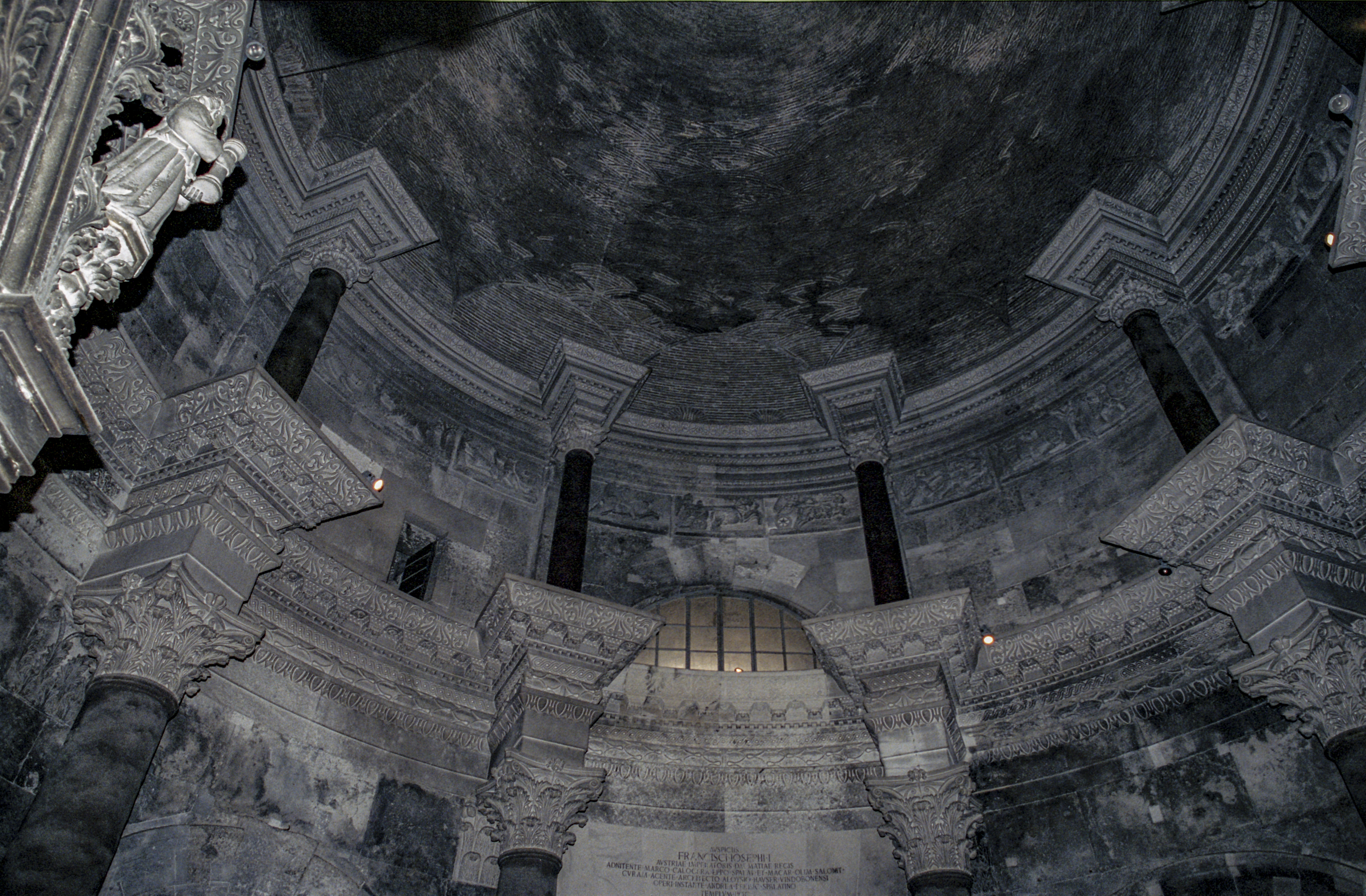
Vedere interioară a cupolei Mausoleului: se observă cheile de boltă din cărămidă.

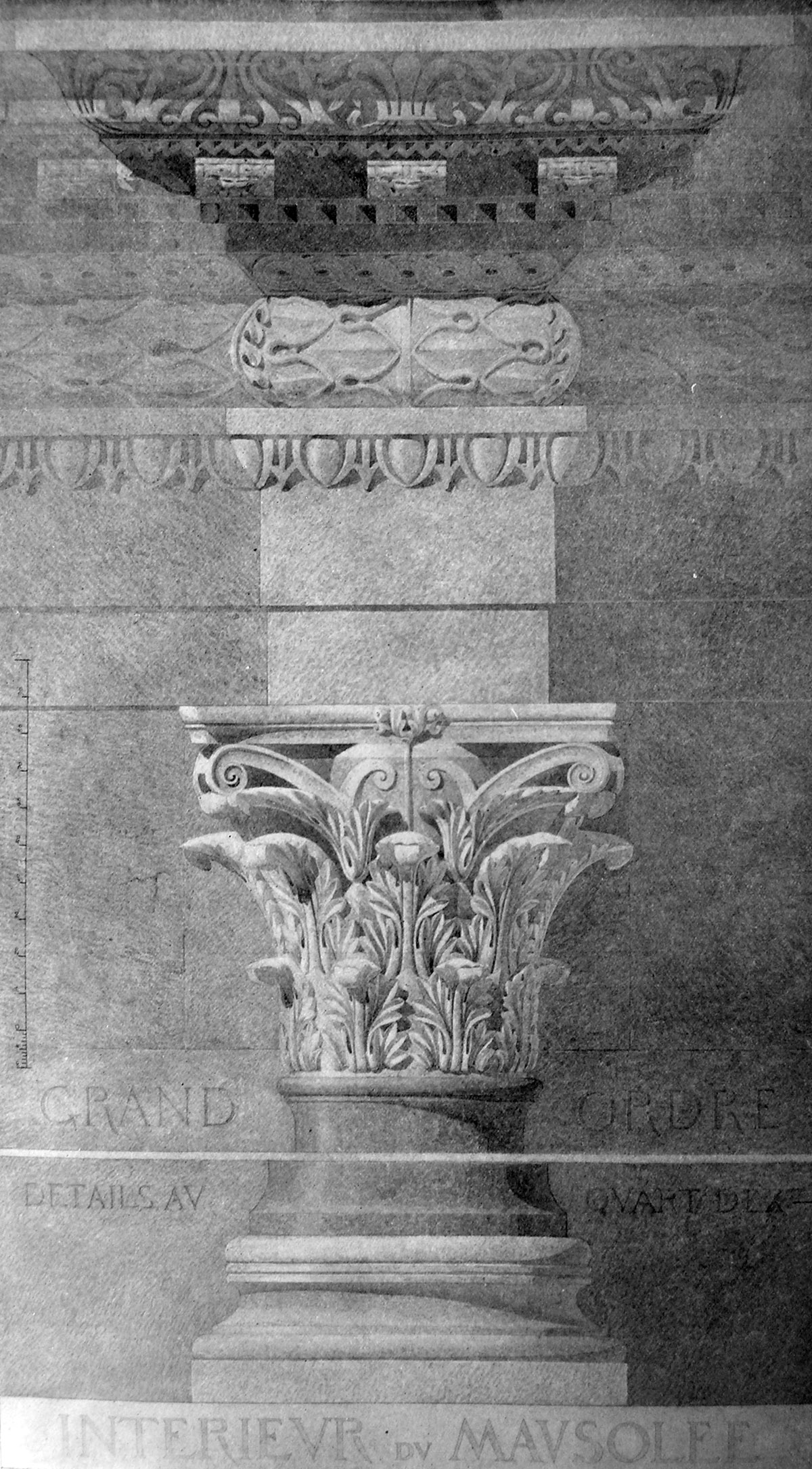
Unul dintre marile ordine ale Mausoleului

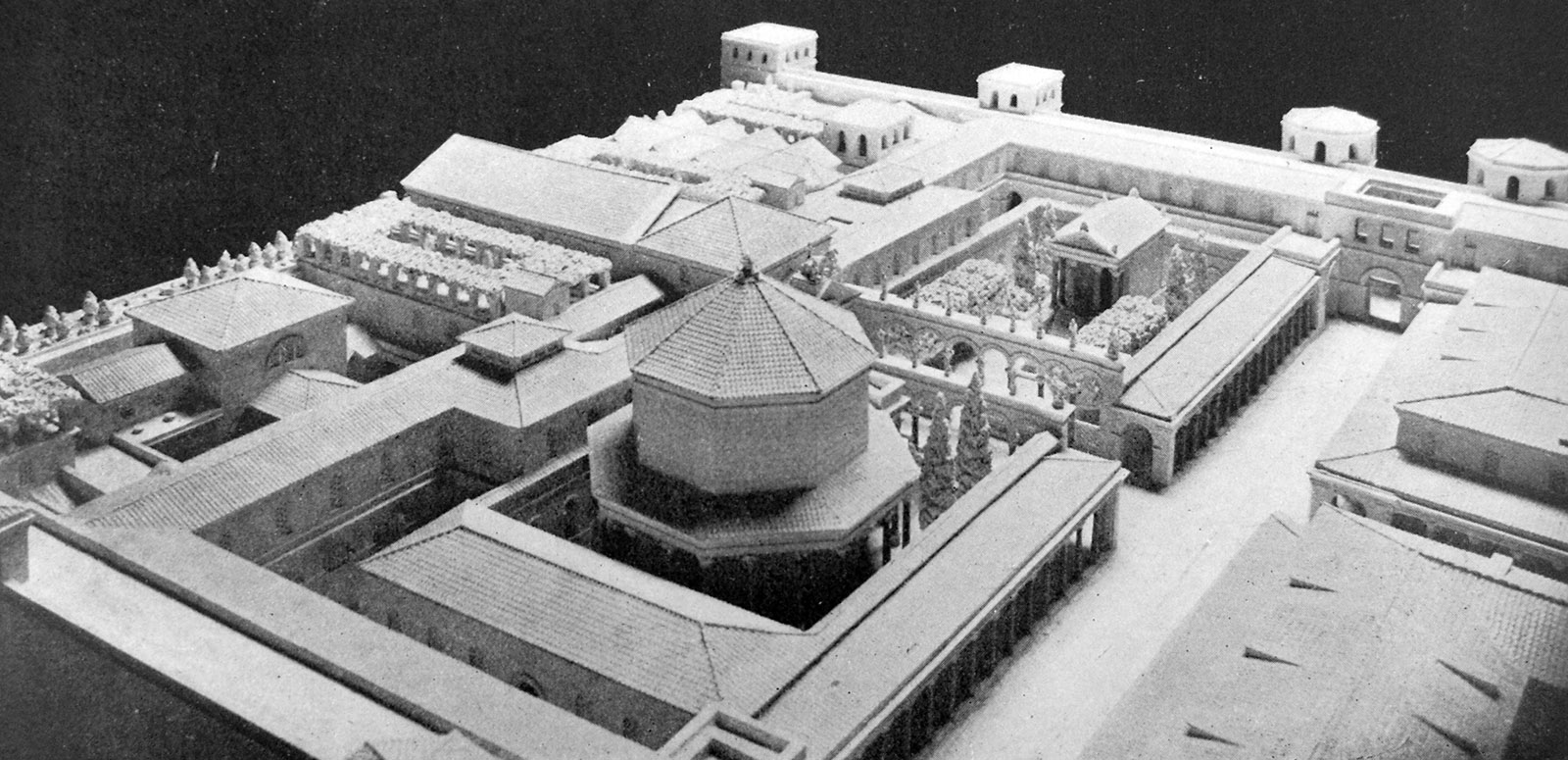
Machetă a palatului ce prezintă locul în care se afla Mausoleul

Cupola semisferică se ridică la înălțimea de 1,25 m deasupra cornișei superioare. Ea este făcută din cărămizi produse local, inscripționate cu DALMATI. Zidăria cavoului prezintă un sistem dublu, cu o construcție în chei de boltă etajate pentru partea inferioară (care dă fațadei un motiv asemănător unui penaj — vezi ilustrația alăturată), și o construcție în felii conice pentru partea superioară. Ea nu era străpunsă de un oculus, spre deosebire, de exemplu, de cupola Panteonului din Roma. Zidăria era probabil ascunsă în spatele unui înveliș din mozaic. Cupola era acoperită de un acoperiș de gresie în opt ape, surmontat de un con de pin așezat pe patru figuri zoomorfe.
Solul încăperii era pavat inițial cu marmură neagră și albă. Dispunerea instalației funerare a lui Dioclețian și a familiei sale în acest spațiu nu este cunoscută. Istoricul Ammianus Marcellinus relatează furtul unei robe de purpură ce se găsea în acest mormânt în 356. Altfel, sarcofagul lui Dioclețian era probabil din porfir, ca și în cazul împăraților din dinastia constantiniană: fragmente de porfir conservate la muzeul arheologic din Split ar putea proveni de aici.
Singurul alt decor inițial care s-a păstrat este o friză sculptată aflată în spatele capitelurilor ordinului superior: ea reprezintă scene de vânătoare, cu imagini ale zeului Cupidon, ghirlande și măști. Cupidonii țin coroane în care sunt sculptate trei chipuri care amintesc de decorațiunile anumitor sarcofage romane. Deasupra nișei aflate în fața intrării, se gășesc două imagines clipeatae, una a unui bărbat, alta a unei femei, identificate respectiv cu Dioclețian și cu soția sa Prisca (executată în 313 la Salonic din ordinul lui Maximinus Daia). Această din urmă identificare a fost pusă la îndoială, deoarece Prisca nu a primit niciodată demnitatea de Augusta, și nici nu a fost recunoscută oficial ca împărăteasă. Pe de altă parte, portretul feminin este împodobit cu o coroană murală care nu aparține tipologiei portretelor feminine imperiale, ci a celei a portretelor lui Tyche, utilizate ca personificări (ale orașelor, provinciilor sau ale virtuții) în Antichitatea târzie: această Tyche în particular este deci, o personificare a Aspalathosului, iar asocierea ei cu portretul lui Dioclețian îi conferă acestuia din urmă rolul de fondator al orașului.
Această a doua ipoteză se sprijină în mare parte pe împăcarea acestor reliefuri cu o pereche aparent similară cu imagines clipeatae ce figurează pe ecoansonurile din «micul arc al lui Galerius» din palatul acestui împărat de la Salonic: unul dintre portrete este cel al lui Galerius, iar cel de-al doilea este al unei Tyche, foarte probabil simbolizând orașul Salonic. Un studiu recent a condus însă la reconsiderarea acestei comparații, întrucât urmele clar vizibile de restaurare de pe arc arată că acea Tyche este o adăugire ulterioară la portretul feminin inițial realizat în timpul lui Galerius și care ar fi putut fi foarte bine al soției sale, Galeria Valeria, fiica lui Dioclețian și a Priscăi, executată împreună cu mama sa la Salonic în 313. Reprezentarea lui Tyche de la Salonic nu aparține deci motivului inițial, ci este rezultatul unui damnatio memoriae. Nu este exclus ca și la Split să se fi întâmplat același lucru, dar un studiu al portretului feminin în această optică nu a fost efectuat.
Un al treilea portret din mausoleul de la Split corespunde lui Hermes Psychopompos, conform unei tematici funerare de așteptat în acest context.
Mausoleul este înconjurat cu un portic de 24 de coloane, din materiale diverse, susținând capiteluri corintiene, și acoperite de o plăci așezate pe o arhitravă pe fațada exterioară a Mausoleului.
Mausoleul lui Dioclețian este comparabil cu alte monumente contemporane cum ar fi Mausoleul lui Galerius de la Salonic (în realitate, fără îndoială un templu al cabirilor), și mai ales Mausoleul lui Maxentius de pe Via Appia din Roma. Analogia monumentului cu Rotonda lui Galerius de la Salonic l-a făcut pe N. Duval să pună la îndoială funcțiunea exactă a octogonului de la Split: demonstrația faptului că Rotonda nu putea fi mausoleul lui Galerius întrucât acesta a fost regăsit fără îndoială la Gamzigrad ar putea duce la o schimbare a identificării tradiționale a mausoleului de la Split. În unele tradiții medievale, octogonul nu era decât un templu al palatului și un sepulcru al lui Dioclețian s-ar putea găsi în altă parte. Chiar exemplul de la Gamzigrad în care mausoleul se află pe colina Magura, în afara incintei palatului, sugerează că legătura între palat și mausoleu nu ar trebui să fie atât de strânsă. Chiar monumentul, aparent cel mai bine cunoscut din întregul complex, nu a fost deci identificat cu certitudine. În tot cazul, este unul dintre cel mai bine păstrate monumente ale Antichității târzii.

### Templul

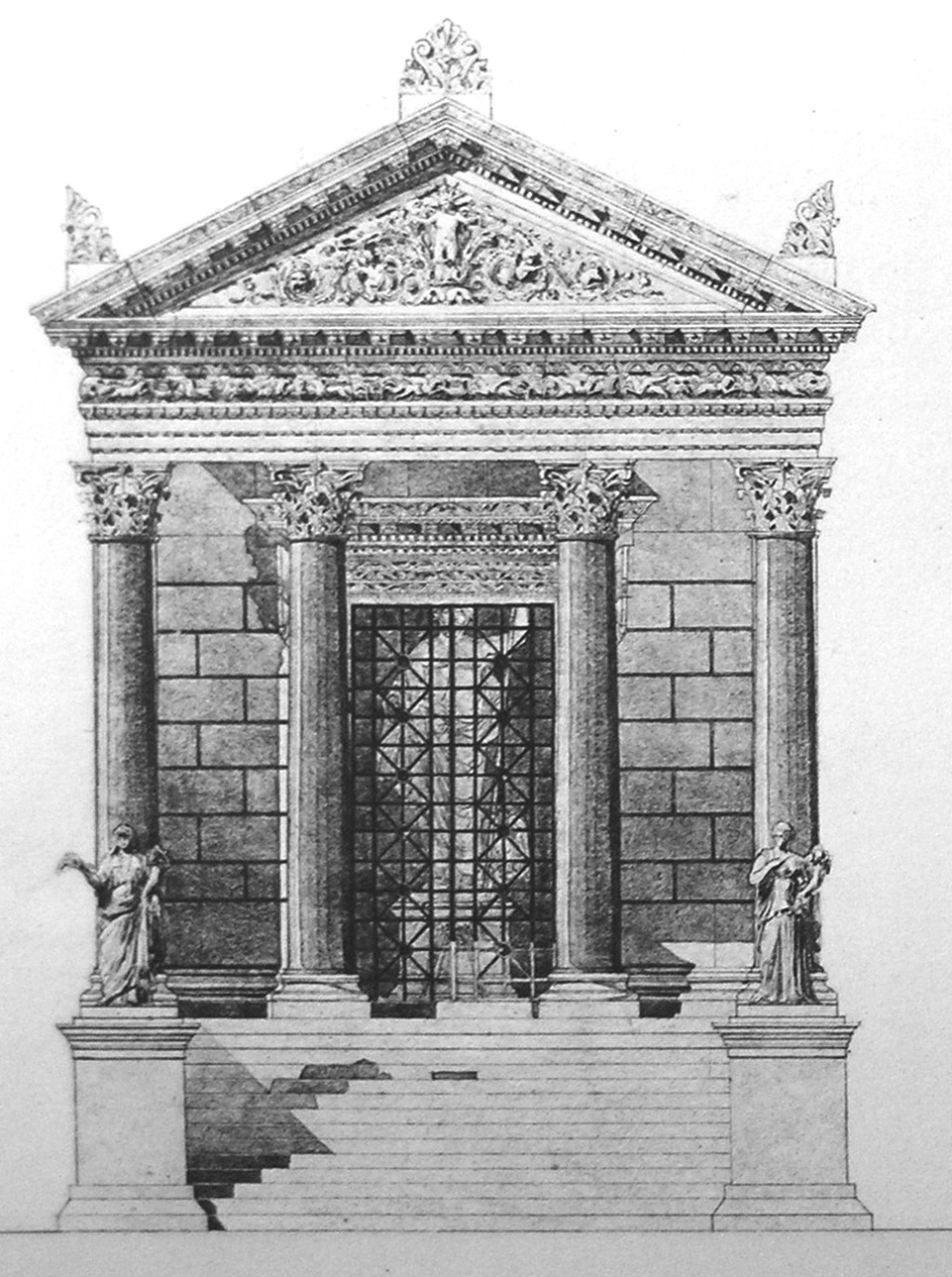
Fațada templului, reconstituită de E. Hébrard

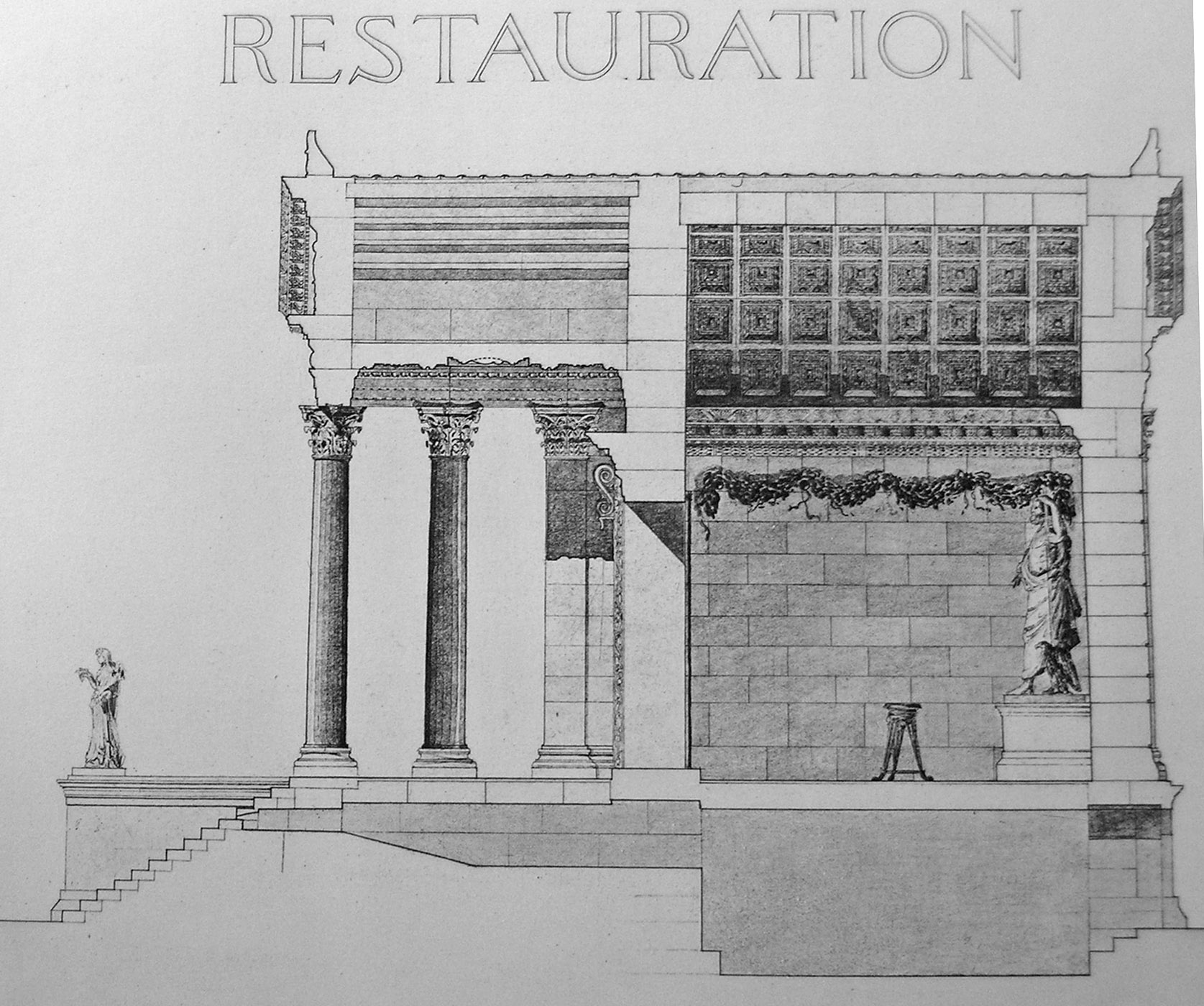
Cupola templului, reconstituită de E. Hébrard

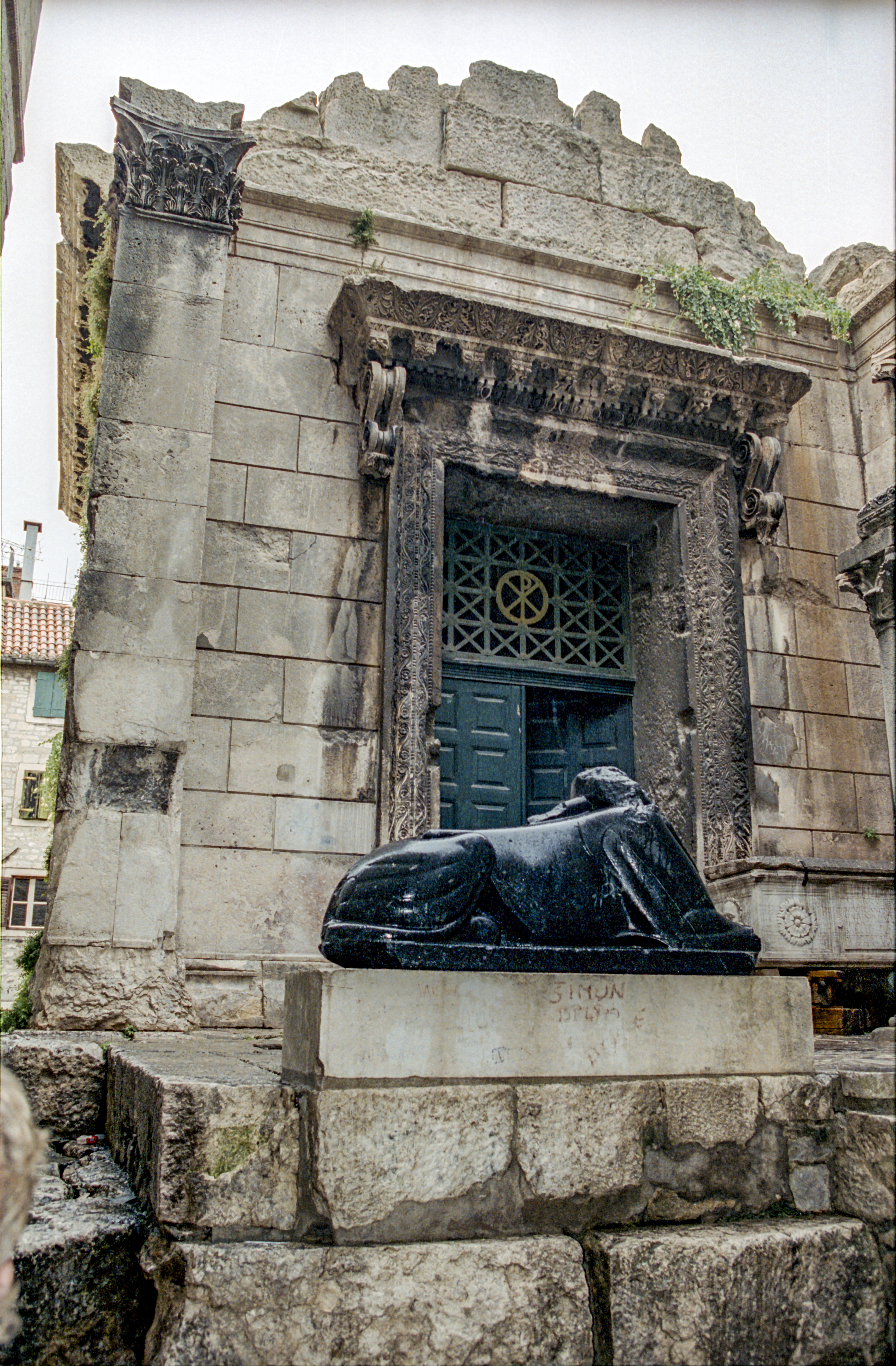
Aspectul actual al templului

Unghiul sud-vestic al palatului era ocupat de un alt temenos, cu o lățime echivalentă cu a Mausoleului, dar mai lung (44 m). Acesta cuprindea un mic templu clasic și două structuri circulare, în colțurile de nord-est și sud-est, corespunzând probabil unor altare. Din aceste ultime două edificii nu s-au păstrat decât fundațiile, iar funcția lor nu a fost identificată cu siguranță.
Templul este un tetrastil prostil corintic, cu intrarea întoarsă către Peristil, și construit pe un podium de 21 m pe 9,3 m, cu o înălțime de 2,5 m. Nu s-a mai păstrat nimic din pronaos și deci nici din fațadă, dar restul templului este foarte bine conservat. Pereții exteriori ai cellei, cu o lungime de 11,4 m, prezintă un aparat bine reglat, și sunt decorați la colțuri cu pilaștri cu capiteluri. Ușa, lată de 2,5 m și înaltă de 6 m, are o șambrană bogat sculptată: în mijlocul unui frunziș, copii culeg struguri în timp ce păsări bat din aripi în jur. Două console cu volute sustin o cornișă corintică cu zece modilioane: intermodilioanele sunt ocupate de capete sculptate ce reprezintă doi tritoni, pe Helios, Heracles, Apollo, un cap uman neidentificat, două Victorii înaripate și o pajură. Niciun element din acest program iconografic nu poate fi legat direct cu ideologia din vremea Tetrarhiei.
Camera templului este acoperită cu arce semicirculare, realizate din trei rânduri de plăci fixate cu grijă și sculptate pentru a forma un tavan casetat: decorul sculptat cu capete umane și cu rozete este adesea comparat cu cel al templului lui Venus din Roma, construit sub domnia lui Hadrian lângă Forum Romanum. Imediat sub arce se află o cornișă corintică ale cărei modilioane sunt decorate cu fulgere.
Statuia sacră ce conținea cella este probabil cea care a fost dusă la Veneția la sfârșitul secolului al XIV-lea: se poate presupune, după ascendența divină pe care a dorit Dioclețian să și-o confere, că este vorba de o statuie a lui Jupiter, căruia îi fusese dedicat templul. Prezența pajurii, și a eroului slujitor al lui Jupiter care era Heracles între figurile sculptate pe cornișa exterioară, dar și a fulgerelor de pe cea interioară, sunt în acord cu această ipoteză.
Ca și podiumul mausoleului, cel al templului conține o criptă, în care se pătrunde printr-un pasaj îngust aflat în spate. Funcția sa nu este cunoscută.

### Vestibulul
În spatele verandei monumentale a intrării ce formează muchia de sud a Peristilului se găsește Vestibulul, o mare cameră circulară (rotondă) cu un diametru de 12 m și o înălțime de 17 m. Pereții săi nu prezintă un aparat de blocuri de piatră lustruită, ci zidărie alternând tencuiala de moloz cu cea de mortar și cu cărămizile (opus incertum mixtum). Patru nișe semicirculare se deschid de o parte și de alta a intrărilor de nord și de sud, și erau inițial luminate cu mici ferestre aflate la înălțime. Tavanul este o boltă care, ca și pereții, a fost probabil acoperită cu un mozaic de sticlă colorată.
Rotonda Vestibulului se înscrie într-un edificiu pătrat, pereții fiind făcuți în așa fel încât sunt suficient de groși la colțuri pentru a permite amenajarea de scări în spirală care să ducă la etajele superior și inferior. Nivelul din subsolul Vestibulului era prevăzut cu accese de cele patru părți, către terme la est și la vest, către Peristil și către subsolurile apartamentelor.

### Termele
Spațiul îngust situat între cele două temenosuri spre nord și apartamentele private spre sud este ocupat de două mici ansambluri termale, fiecare cu propria palestră și cu acareturile proprii. Cele două băi au fost descoperite abia cu ocazia săpăturilor contemporane și au rămas multă vreme puțin cunoscute. Au fost identificate mai multe piese provenite din hipocaust, ca și un praefurnium pentru băile din vest.
Alimentarea cu apă a acestor terme și a ansamblului palatului se făcea printr-un apeduct care aducea apa din Jadro, râu aflat la 9,7 km depărtare. Cel mai bine păstrat tronson al acestui apeduct aflat predominant la suprafață cuprinde 28 de arce de 16,5 m înălțime ce traversează valea seacă a Dujmovačei. Debitul apeductului este estimat la 13 m³/s, sau 1.000.000 m³ pe zi.

### Apartamentele private

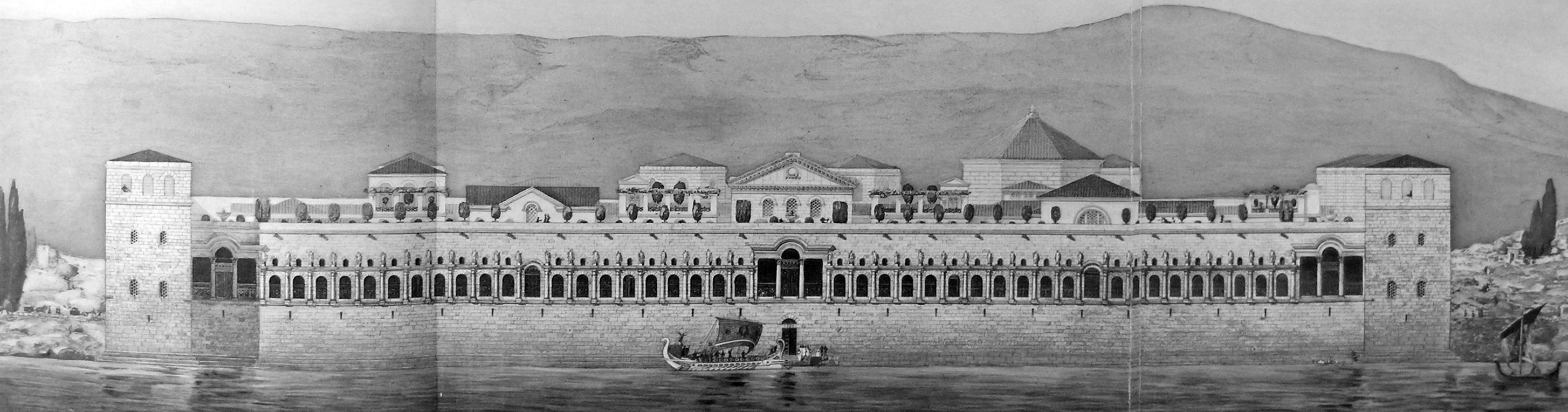
Fațada maritimă a palatului, în care dădeau ferestrele apartamentele private (reconstituire de E. Hébrard)

Zona rezidențială propriu-zisă a palatului corespunde unei fâșii de 40 m lățime aflată imediat în spatele fațadei sudice. Aceste apartamente se sprijină pe un ansamblu de încăperi subterane cu arcade, cu o înălțime de până la 8 m. Intrarea principală se găsește în prelungirea pasajului sudic al Vestibulului, cu o cameră mare dreptunghiulară (31 × 12 m) în continuarea arhitecturală a Peristilului. Această încăpere, luminată de ferestre aflate la înălțime, era, probabil, acoperită cu arcade semicirculare, și lega Vestibulul de la nord cu galeria lungă a fațadei sudice, unicul drum de acces în apartamentele private.
Două luminatoare flanchează sala de intrare și o separă de două rânduri simetrice de mici camere dreptunghiulare (circa 4,30 × 5,25 m), acoperite cu arcade semicirculare, și care se deschid într-un coridor cu arcade pe partea opusă. În jumătatea de est, se găsesc un ansamblu de luminatoare și încăperi ordonate în jurul unei camere octogonale mari, prevăzută cu nișe, în care se poate identifica sala de mese principală, tricliniumul. Axa nord-sud a acestei încăperi corespunde unor intrări și se găsește aproximativ în linie cu una dintre deschiderile cele mai mari ale fațadei de sud a palatului. Jumătatea vestică a apartamentelor cuprinde sala cea mai mare, de formă dreptunghiulară (32 × 14 m), care se termină în extremitatea nordică cu o absidă inclusă. Arcadele sale în cruce se sprijină pe șase stâlpi masivi dispuși pe două rânduri formând trei aripi distincte. Încăperea este luminată de două luminatoare simetrice aflate pe muchiile de est și de vest. Accesul acolo se face prin trei uși aflate pe muchia sudică. Este posibil ca acesta să fie principala sală de audiențe a palatului. Extremitatea vestică a complexului este ocupată de un ansamblu de 14 camere mici de forme diverse, unele prevăzute cu abside, altele circulare sau în formă de cruce. Amplasarea acestui ansamblu în apropierea sălii de audiențe și în partea opusă față de triclinium sugerează că acestea sunt încăperile private ale reședinței.

## Interpretarea complexului: palat imperial, cetate sau vilă

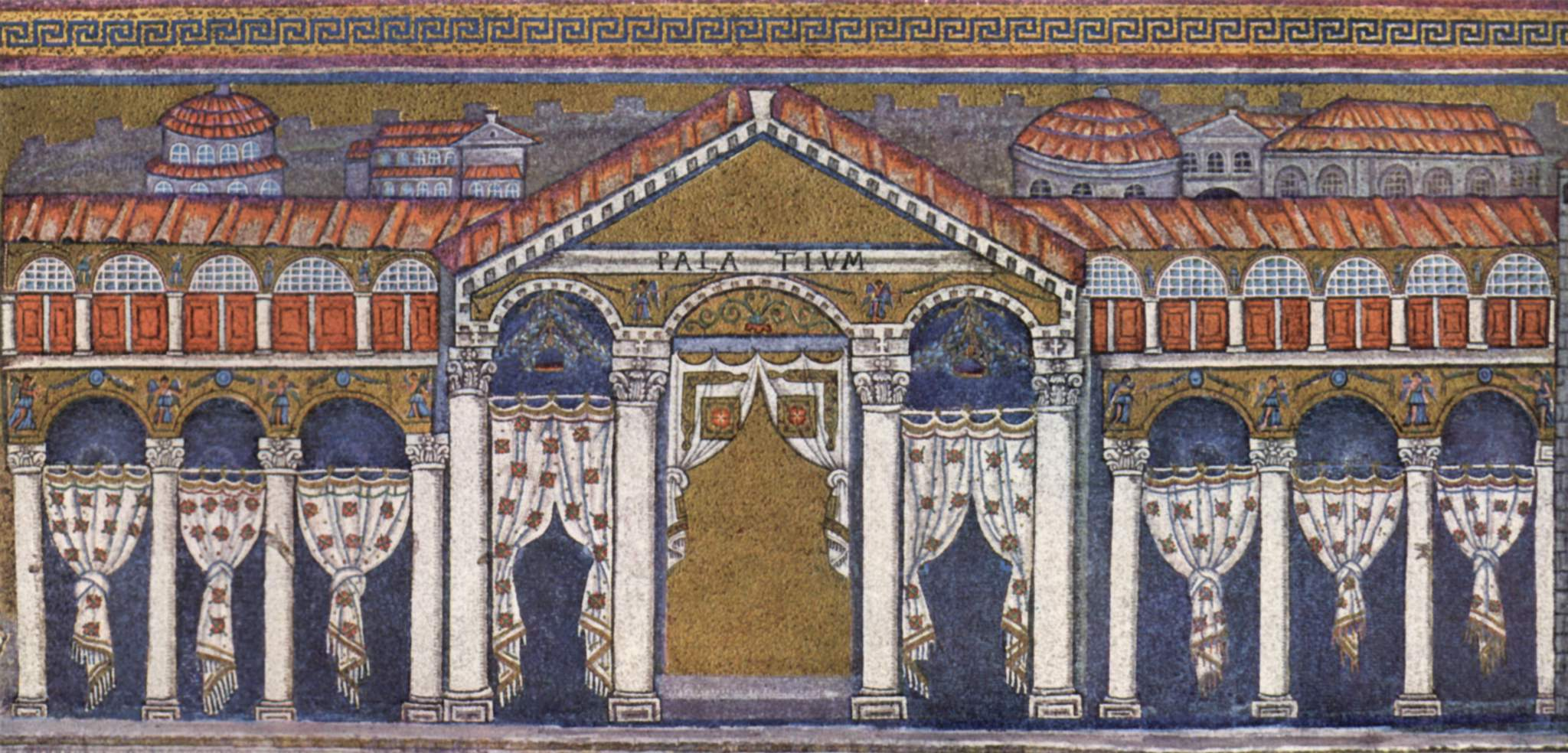
Reprezentare a fațadei palatului lui Theodoric cel Mare de la Ravenna pe un mozaic din basilica Sant'Apollinare nuovo

Denumirea de „palat” atribuită frecvent complexului architectural de la Split poate fi una eronată: abdicând oficial, Dioclețian a redevenit un simplu cetățean și în această postură și-a petrecut ultimii ani ai vieții în această reședință, pe care izvoarele contemporane o desemnau fără ambiguitate ca vilă. Deci nu există nicio mărturie că monumentul ar fi servit drept palatium (termen latinesc care este originea etimologică a cuvântului „palat”), adică edificiu conceput simultan pentru a cuprinde reședința privată imperială și pentru desfășurarea complexului ceremonial aulic care caracteriza puteria imperială în Antichitatea târzie.

### Splitul și teoria palatului imperial

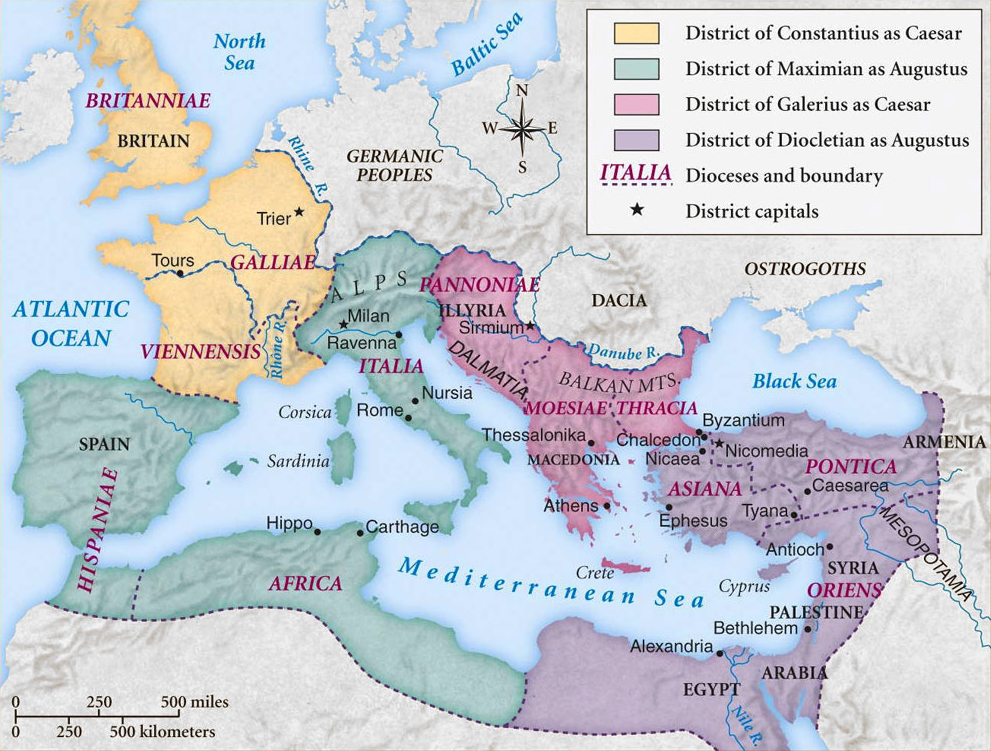
Orașe cu palate imperiale ale tetrarhilor: Trier, Milano, Sirmium, Nicomedia, Antiohia

Totuși, primii arhitecți și arheologi care au dedicat studii ample Splitului îi recunosc caracteristicile arhitecturale care anticipează, după părerea lor, planurile palatelor imperiale din Antichitatea târzie și epoca bizantină: importanța culoarelor cu colonade, Peristilul cu veranda sa monumentală, Vestibulul, între altele, se aseamănă cu vestibulele, sălile de recepție, rotondele și basilicile ce se regăsesc ca trăsături ale palatelor imperiale de mai târziu. Riscul acestei interpretări este acela al unui dublu anacronism, pe de o parte în istoria ceremonialului imperial și pe de altă parte în derularea vieții lui Dioclețian — el nu mai era împărat în perioada în care a ocupat această reședință, iar principala sa activitate atestată nu este guvernarea țării, ci grădinăritul — luând în calcul și revenirea care îi este atribuită la întâlnirea de la Carnuntum.
Arhitectura complexului din Split a fost apropiată de alte construcții contemporane: Dioclețian a construit un veritabil palat în timpul domniei sale, la Antiohia, care nu este cunoscut decât prin descrierea pe care a lăsat-o oratorul Libanios: apartamentele se găsesc la extremitatea unei alei, în spatele unei verande monumentale, în vreme ce una din fațade dădea într-un corp de apă și avea o colonadă și logii. Veranda monumentală a Vestibulului din Peristil poate evoca și fațada din fundalul scenei de pe missoriumul lui Teodosie, uneori identificat cu palatul imperial din Milano. Aceste comparații au condus pe unii istorici cum ar fi Ejnar Dyggve să recunoască în planul palatului din Split un complex ceremonial ordonat de-a lungul unui ax central ce duce la o sală de audiențe imperială: primul element ar fi Peristilul interpretat ca basilică în aer liber, în al cărui prag apărea împăratul într-un cadru arhitectural care îi sublinia maiestatea persoanei, „Prothyronul” — poarta Vestibulului — chiar din fața sălii tronului — Vestibului astfel reinterpretat, subliniind simbolistica arhitecturală cosmică ce constituia cupola.
Comparațiile se mai și înșeală, însă. Numărul palatelor imperiale tetrarhice, sau apropiate acestei perioade, cunoscute suficient pentru a putea fi incluse în raționamentul comparativ este foarte redus: nu s-a mai păstrat nimic din palatul de guvernare al lui Dioclețian care se găsea la Nicomedia, și aproape nimic din palatele de la Sirmium, Milano sau Trier (cu excepția basilicii din ultimul caz). Vestigiile Marelui Palat din Constantinopol sunt aproape la fel de puține și reconstituirile încercate pe baza descrierilor, și ele puține, variază considerabil. Descrierea dată de Libanios celui din Antiohia nu spune nimic despre organizarea sa internă. Unicul exemplu suficient de bine cunoscut care ar putea fi citat este palatul lui Galerius de la Salonic: dar acel complex este integrat în urbanismul capitalei tetrarhice, în principal prin arcul lui Galerius⁠(en)[traduceți] și prin hipodrom, și, în consecință, nu este absolut deloc comparabil cu ansamblul arhitectural din Split, construit în plină zonă rurală.
Toate elementele citate drept caracteristici ale arhitecturii palațiale antice târzii pot fi în realitate atribuite altor modele arhitecturale mult mai răspândite: fațada cu porticuri nu este un simbol al autorității, ci o trăsătură comună a aproape tuturor clădirilor publice; utilizarea marilor alei cu colonade într-un plan ortogonal se întâlnește în toate marile orașe ale Orientului roman; perimetrul fortificat se distinge în incintele urbane ale epocii. Chiar și descrierea verandei de la intrarea în palatul din Antiohia nu este comparabilă de fapt cu Peristilul: în primul caz, este vorba de intrarea principală dinspre exterior a complexului palatului, în vreme ce în al doilea caz, este o intrare interioară a complexului.
Peristilul nu are, de altfel, funcția unei basilici, ci pe aceea a unui spațiu de comunicare, o intersecție care conectează între ele diferite monumente (Templul, Mausoleul) și mai ales diferitele niveluri ale palatului: scara care coboară la subsolul Vestibulului și care leagă și Peristilul de galeria de pe fațadă și poarta de sud-est ca element arhitectural determinant. Continuitatea structurală între Peristil și apartamentele private există, dar ea trebuie interpretată în termeni de circulație și nu după modelul ceremonialului procesional imperial. Ea nu trebuie să facă uitată diferența de nivel: apartamentele private sunt mai ridicate pentru a rămâne la un nivel comparabil cu construcțiile din partea de nord a complexului și pentru a compensa înclinația naturală a terenului.

### Cetate

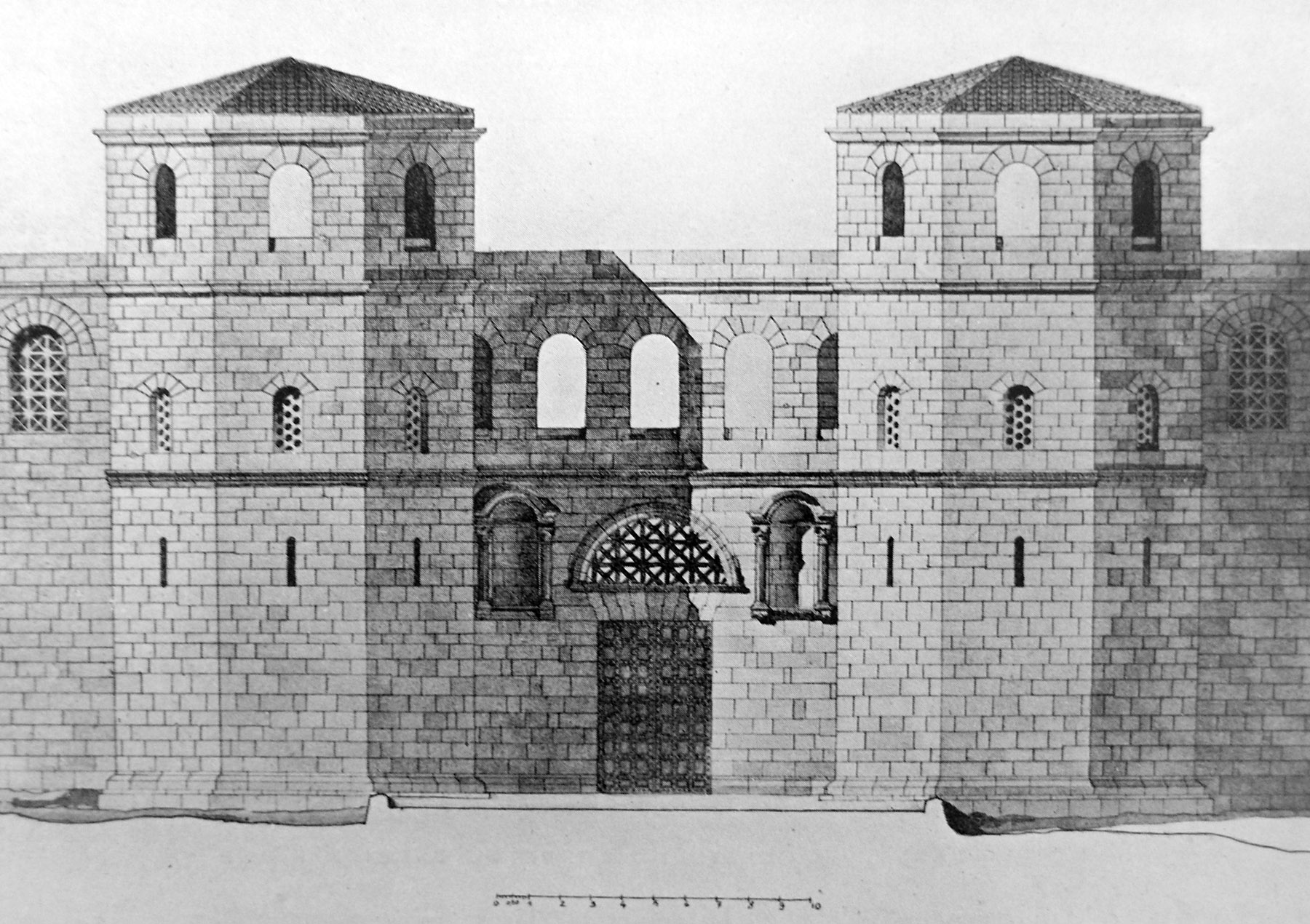
Porta Ferrea

În anumite aspecte, complexul palațial amintește de arhitectura militară a perioadei: însuși planul ansamblului îl evocă pe cel al unui castru dreptunghiular, după modelul celor construite de tetrarhi în număr mare la frontierele imperiului. Aspectul străzilor este similar unei tabere militare romane: via praetoria duce de la poarta de nord (porta praetoria) la o intersecție cu via principalis, care leagă porțile de est și de vest (porta principalis dextra și sinistra). Dincolo de această răscruce ce se găsește de regulă într-un fort principia, cartierul general, flancat de praetorium, reședința comandantului de garnizoană, și sanctuarul (aedes) însemnelor legiunii.
Printre variațiile cunoscute pentru acea epocă pe marginea acestui plan, se găsește și cetatea de la Drobeta, de pe malul nordic al Dunării, la care spațiul este împărțit de cele două drumuri centrale perpendiculare în patru cartiere simetrice, sau chiar, și mai aproape de schema Splitului, cetatea lui Dioclețian de la Palmyra: aici se regăsește același aranjament al străzilor, în timp ce principia sunt aflate către muchia interioară, și nu către poarta principală. Comparația nu este validă decât dacă se recunosc elementele principia în edificiile din partea sudică a palatului lui Dioclețian de la Split: Peristilul cu colonada sa și cu veranda monumentală cu arc central ar putea evoca fațada unui aedes principiorum al unei cetăți clasice de legiune.
Cu caracteristicile împrumutate concomitent din arhitectura militară, cea urbană și cea rezidențială rurală, este de fapt, reluând expresia lui N. Duval, echivalentul unui castel modern. Termenul de „castel” evocă un complex monumental asociat unei reședințe a aparatului administrativ și a dependințelor sale, o arhitectură monumentală și adesea și o incintă fortificată. Dar, așa cum abdicarea voluntară a lui Dioclețian a fost un fapt aproape nou în istoria imperială romană, reședința prevăzută pentru perioada sa de pensionare a rămas un edificiu fără un echivalent veritabil după Tetrarhie.

### Palatul de pensionare și palatul de familie
Descoperirea în Serbia la sfârșitul secolului al XX-lea a două complexe fortificate, Romuliana și Šarkamen, care prezintă, în diverse măsuri, aceleași caracteristici ca și palatul din Split, a permis plasarea lor într-un ansamblu de „palate de pensionare” imperiale datând din perioada Tetrarhiei. Voința unui împărat de a-și îmbogăți mica patrie de origine cu mari construcții, indiferent cât de modestă ar fi acea patrie, este întâlnită înainte de Tetrarhie, de exemplu cu construcția Philippopolisului din Siria  de către Filip Arabul. Ea se regăsește și în secolul al VI-lea, de această dată și în Illyricum, cu efemera Justiniana Prima. Diferența în cazul celor trei ansambluri enumerate mai sus este reproducerea unei scheme arhitecturale bine definite legate de proiectul politic tetrarhic, și de idealul unei pensionări programate în locul de origine după exercitarea puterii pe o perioadă finită. Se regăsește astfel la Romuliana același tip de vilă fortificată ca și la Split, asociată unui mic mausoleu aflat la mică depărtare, unde au fost așezate rămășițele împăratului Galeriu după incinerarea lor pe un rug ale cărui vestigii au fost găsite de arheologi. În cazul Šarkamenului, villa este mai puțin cunoscută — a fost excavată doar o incintă mai puțin impozantă ca cea de la Romuliana — dar și ea este asociată unui complex funerar, sau materialul regăsit (fragmente de statui imperiale de porfir, ornamente) permite identificarea incinerării unei împărătese în epoca tetrarhică, probabil mama lui Maximinus Daia.
Au existat, probabil, și alte ansambluri comparabile, neidentificate sau nedescoperite încă: se știe că Maximian, chiar dacă prefera retragerea în Campania sau în Lucania, a comandat amenajarea unei mari vile în Illyricum. Astfel, împărații Tetrarhiei, toți de origine ilirică și-au comandat construcția unor mari „palate de pensionare” sau „palate de familie” în această regiune a Imperiului.

## Palatul după moartea lui Dioclețian

### Utilizările palatului în Antichitatea târzie

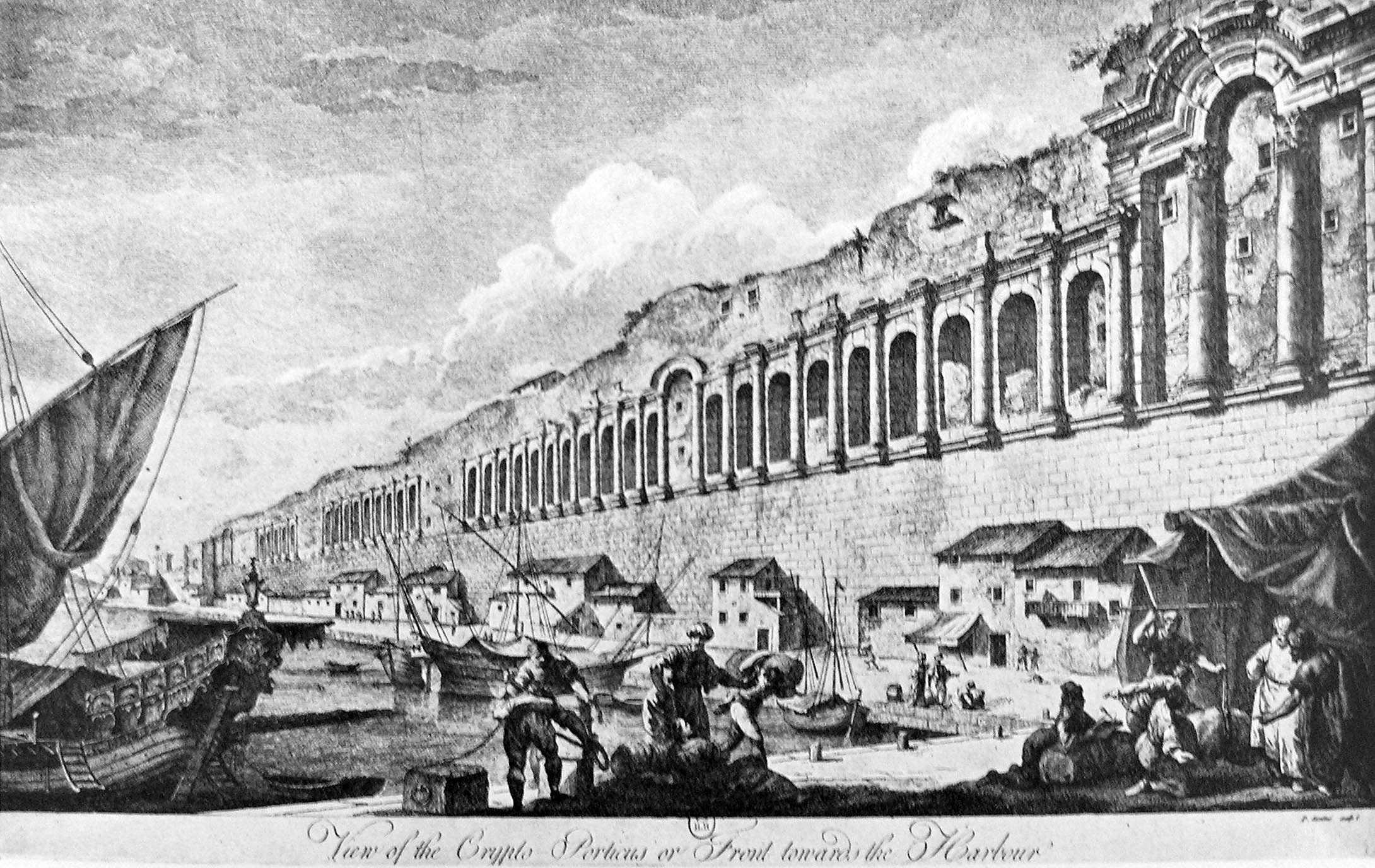
Fațada maritimă a palatului văzută de Adam în 1764

Nu se știe aproape nimic despre soarta palaului lui Dioclețian vreme de aproape două secole după dispariția fondatorului Tetrarhiei. Provincia Dalmația a continuat să fie administrată de un guvernator cu sediul la Salona, și să aparțină diocezei Illyricum: în această ipostază, ea a ținut de Imperiul Roman de Apus până la domnia lui Flavius Honorius inclusiv, înainte de a trece sub controlul Imperiului Roman de Răsărit pe când Valentinian al III-lea urca pe tronul de la Ravenna în 425, pentru a cădea în sfârșit în mâinile ostrogoților în 493. În raport cu provinciile de frontieră, direct afectate de succesive incursiuni barbare pe cursul inferior al Rinului și pe cel al Dunării, Dalmația a părut a rămâne relativ liniștită. Regiunea a servit chiar la adăpostirea unor refugiați, dar și a unor personaje căzute în dizgrație care au fost exilați aici: insulița părăsită Boa (Čiovo) a fost destinația temporară sau definitivă la 361 a lui Florentius, magister officiorum, a fostului proconsul al Africii Hymetius în 371-372, sau chiar a lui Jovinianus în martie 412.

#### Reședință oficială
Probabil în această vilă, încă întreținută, au locuit Galla Placidia și fiul ei Valentinian în 425 în perioada petrecută la Salona înainte de a cuceri Ravenna. Mausoleul lui Dioclețian a rămas, în tot cazul, intact, întrucât a fost menționat de Ammianus Marcellinus în relatarea unei tentative de furt al robei de purpură păstrată acolo, în timpul domniei lui Constanțiu al II-lea, în 356-357. În secolul al V-lea, Sidonius Apollinarius⁠(fr)[traduceți] a făcut și el aluzie la mausoleu. După moartea lui Aetius, comesul⁠(en)[traduceți] Dalmației, Marcellinus, s-a răzvrătit și a guvernat provincia într-o manieră autonomă până la asasinarea sa în Sicilia în 468: palatul i-a servit drept reședință atât lui, cât și nepotului său, Julius Nepos, care i-a succedat, înainte de a ocupa în 474 tronul de la Ravenna, izgonindu-l pe Glycerius: acesta din urmă a fost exilat la Salona, unde a devenit episcop. După sfârșitul scurtei sale domnii, în august 475, Julius Nepos a revenit la Salona de unde a continuat să se proclame augustus al Imperiului de Apus pe monedele pe care le-a bătut, și să încerce să recucerească puterea la Ravenna, cu sprijinul lui Zenon. El a fost, în cele din urmă, asasinat la 9 mai 480 de către soldații săi, Viator și Ovida, posibil cu ajutorul lui Glycerius, în reședința sa de lângă Salona: este posibil să fie vorba chiar de palatul lui Dioclețian.
Complexul a avut, fără îndoială, funcțiunea de reședință a guvernatorului Dalmației în timpul domniei ostrogoților, înainte de a reveni sub control roman cu ocazia ofensivei preliminare campaniei din Italia întreprinsă de Justinian în 537. Hinterlandul Salonei avea să cadă în curând pradă raidurilor avare și slave care au sfârșit prin a ataca orașele de pe coastă în ultimele decenii ale secolului al VI-lea. Ultimul funcționar roman atestat la Salona a fost proconsulul Marcellinus, căruia papa Grigore I i-a adresat o scrisoare în 599. Ultima inscripție datată găsită la Salona este epitaful stareței Johanna, refugiată din Sirmium, decedată la 12 mai 612. Deci orașul a fost abandonat la începutul secolului al VII-lea, ceea ce nu s-a întâmplat însă și cu complexul de la Spalato.

#### Manufactură textilă

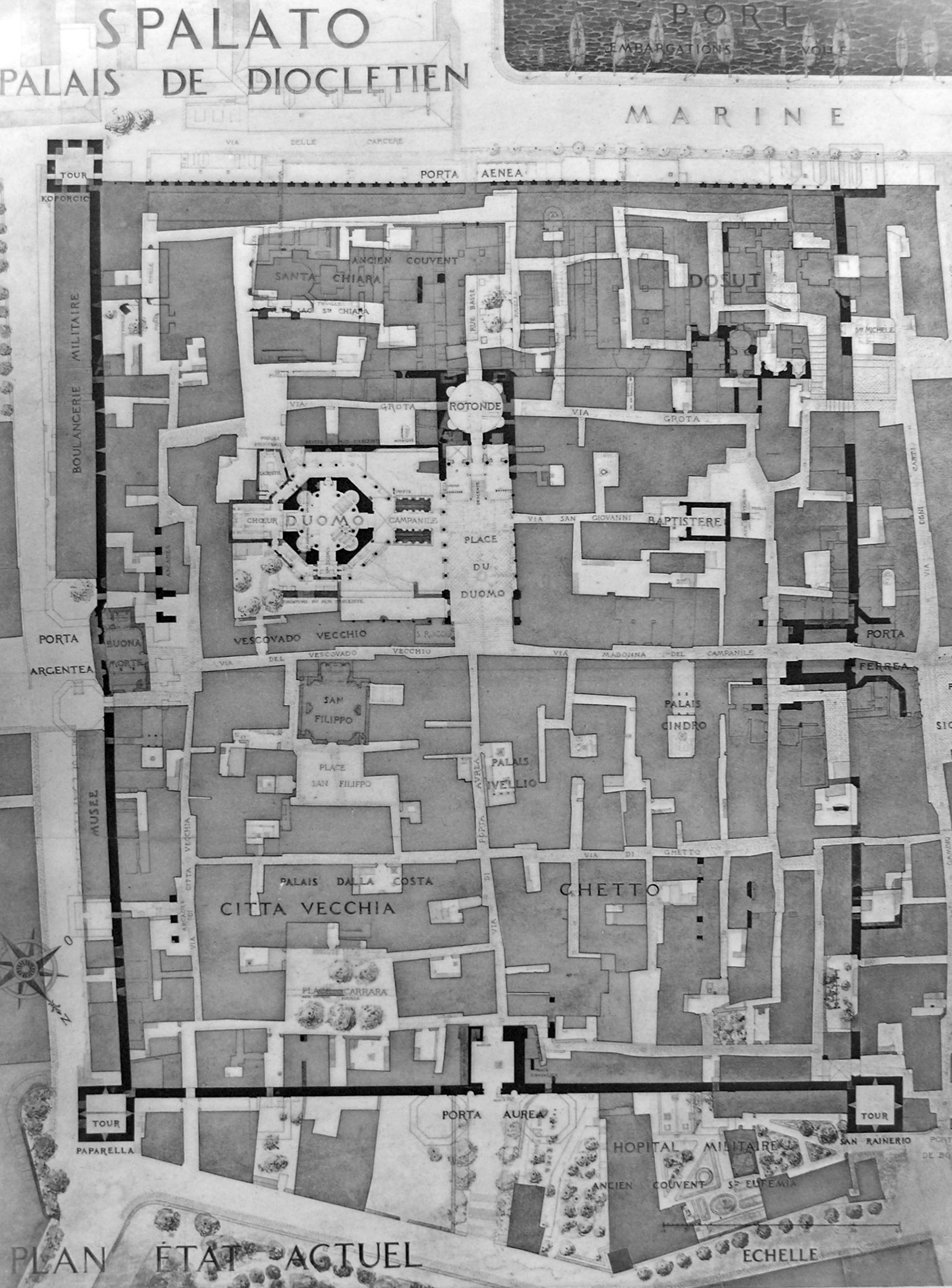
Planul vestigiilor palatului în cadrul orașului din 1912 (Hébrard)

Una dintre cele mai interesante atestări ale orașului Spalato în Antichitatea târzie se regăsește în Notitia Dignitatum (XI) care indică existența unui Procurator gynaecii Iovensis Dalmatiae - Aspalato. După acest catalog de demnități oficiale ale Imperiului Roman târziu, ducând înapoi până la sfârșitul secolului al IV-lea și a cărei parte occidentală nu a beneficiat, probabil, de aceleași actualizări ca partea orientală în timpul lui Teodosiu al II-lea, Spalato a găzduit deci un „gynaeceum  jovian” sub îndrumarea unui procurator: este vorba de o manufactură de textile administrată de statul roman, manufactură ce producea stofele necesare armatei (uniforme) și administrației. Ipoteza tradițională este aceea a unei transformări parțiale a complexului palațial al lui Dioclețian, cu dată necunoscută dar obligatoriu ulterioară morții împăratului, întrucât această activitate artizanala pare incompatibilă a priori cu o reședință de prestigiu, în principal din cauza mirosurilor degajate. Această transformare ar fi fost totuși doar parțială, întrucât dovezile documentare arată clar că palatul a continuat, până în secolul al VI-lea, să găzduiască oaspeți de seamă.
După o altă ipoteză mai recentă, această incompatibilitate, deja subminată de surse, este în mare parte doar o prejudecată contemporană: activitățile textile, în deosebi vopsitoria, erau prezente adesea în centrele orașelor antice, de exemplu la Ostia sau Pompeii, și erau uneori alăturate unor reședințe bogate. Marele Palat de la Constantinopol conținea numeroase ateliere ale meșteșugarilor care lucrau pentru curte. Deci, nu ar fi absurdă amplasarea, în mijlocul aceluiași complex fortificat, a unei reședințe de prestigiu și a unei manufacturi de stat. Cele două funcțiuni ar fi fost clar separate topografic de către străzile principale, ale căror porticuri de fațadă ar fi putut servi și pentru a masca față de vizitatori activitățile mai puțin nobile. Această ipoteză se ciocnește însă cu absența vestigiilor arheologice atribuibile cu certitudine unei asemenea activități. Dificultatea rezidă în aceea că niciunul dintre siturile menționate ca fiind populate de asemenea instalații nu au adus vestigii și că se ignoră tipul de clădire căutată. Deci trebuie să se recurgă la alt fel de informații pentru confirmarea acestei ipoteze.
După Notitia Dignitatum, au existat 14 astfel de instalații în Imperiul Roman târziu, la Roma, Aquileia, Mediolanum, Canusium, Bassianae, Sirmium, Aspalathos din Iliria, Lyon, Reims, Trier, Tournai și Autun în Galia, Cartagina în Africa, și la Venta în Britannia. Aceeași sursă vorbește și de nouă vopsitorii, dintre care una la Salona, în Dalmația, vecină deci cu gynaeceumul de la Aspalathos. Localizarea acestor mari ateliere ale statului părea a fi fost dictată de mai mulți factori: proximitatea destinatarilor față de locul de producție, armata fiind desfășurată în provinciile de frontieră, localizarea principalelor centre administrative ale Imperiului, și geografia economiei agropastorale, cu alte cuvinte proximitatea furnizorilor de materie primă, lâna. În particular, acest ultim factor poate justifica implantarea gynaeceumului de la Aspalathos și vopsitoriei de la Salona: Dalmația este o regiune importantă pentru creșterea oilor — în limba iliră, Delm sau Dalm înseamnă, de altfel, „păstor”— cu o îndelungată tradiție a realizării țesăturilor de lână.
Gynaecea sunt în fapt mori de presat lână, care necesită pentru funcționare alimentarea regulată și abundentă cu apă: la Split, aceasta era asigurată de apeductul monumental, probabil executat inițial pentru palat, și a cărui capacitate de 1,1 milioane m³ pe zi pare a fi disproporționată în raport cu dimensiunile complexului. Cu titlu de comparație, sistemul contemporan de aducțiune a apei în Split are o secțiune de dimensiuni comparabile (0,75 × 1,6 m) cu cea a apeductului și alimentează o populație de 173.000 de locuitori. Apeductul antic de la Salona era mai puțin important ca cel de la Split, deși deservea un oraș de 50.000 de locuitori. Supracapacitatea apeductului din Split este și mai surprinzătoare dat fiind că singura instalație atestată arheologic, mare consumatoare de apă, este complexul termal al palatului, de mărime mult mai modestă față de marele terme imperiale urbane. Funcționarea lor a continuat probabil până când apeductul a fost avariat în timpul războiului împotriva goților de la începutul secolului al VI-lea, dar termele singure nu pot justifica o asemenea capacitate de aducțiune: funcționarea gynaeceumului, cu marile bazine de decantare a lânii, instalate probabil în jumătatea de nord a ariei fortificate, permite înțelegerea motivației pentru supradimensionarea apeductului.
Se pot invoca și alte mărturii indirecte în favoarea existenței unei mori de presat lână la Split, poate chiar din vremea lui Dioclețian. Calificativul Joviensis atribuit unicului gynaeceum din Aspalathos în Notitia sugerează destul de puternic o referință la divinitatea tutelară a lui Dioclețian în sistemul ideologic tetrarhic. Acest tip de stabiliment necesita de altfel o importantă forță de muncă servilă, gynaeciarii, în rândul cărora se găsesc, sub domnia lui Dioclețian, în vremea ultimei mari persecuții, numeroși creștini reduși la starea de sclavi, pentru că au refuzat să renunțe la credința lor. Acești gynaeciarii sunt organizați în collegia, și constrânși să locuiască la locul de muncă: ei ar fi putut locui în dependințele de la nord de palat. În secolul al V-lea, sfântul patron al soldaților și țesătorilor era sfântul Martin de Tours, căruia îi este dedicată mica biserică de pe drumul de rond de deasupra Porții de Aur. Probabil acesta este indiciul prezenței creștinismului încă de la fondarea palatului, în relație cu o funcțiune inițială de manufactură de stat. Un alt sfânt onorat la Split, pentru că acolo a suferit martiriul, este un anume Anastase, un fullo (presator de lână), meserie de așteptat să fie practicată într-un astfel de context. În cele din urmă, planta care dă probabil numele sitului, Aspalatho, este genista acanthoclada, utilizată pentru producerea unui colorant.

### De la palat la oraș medieval

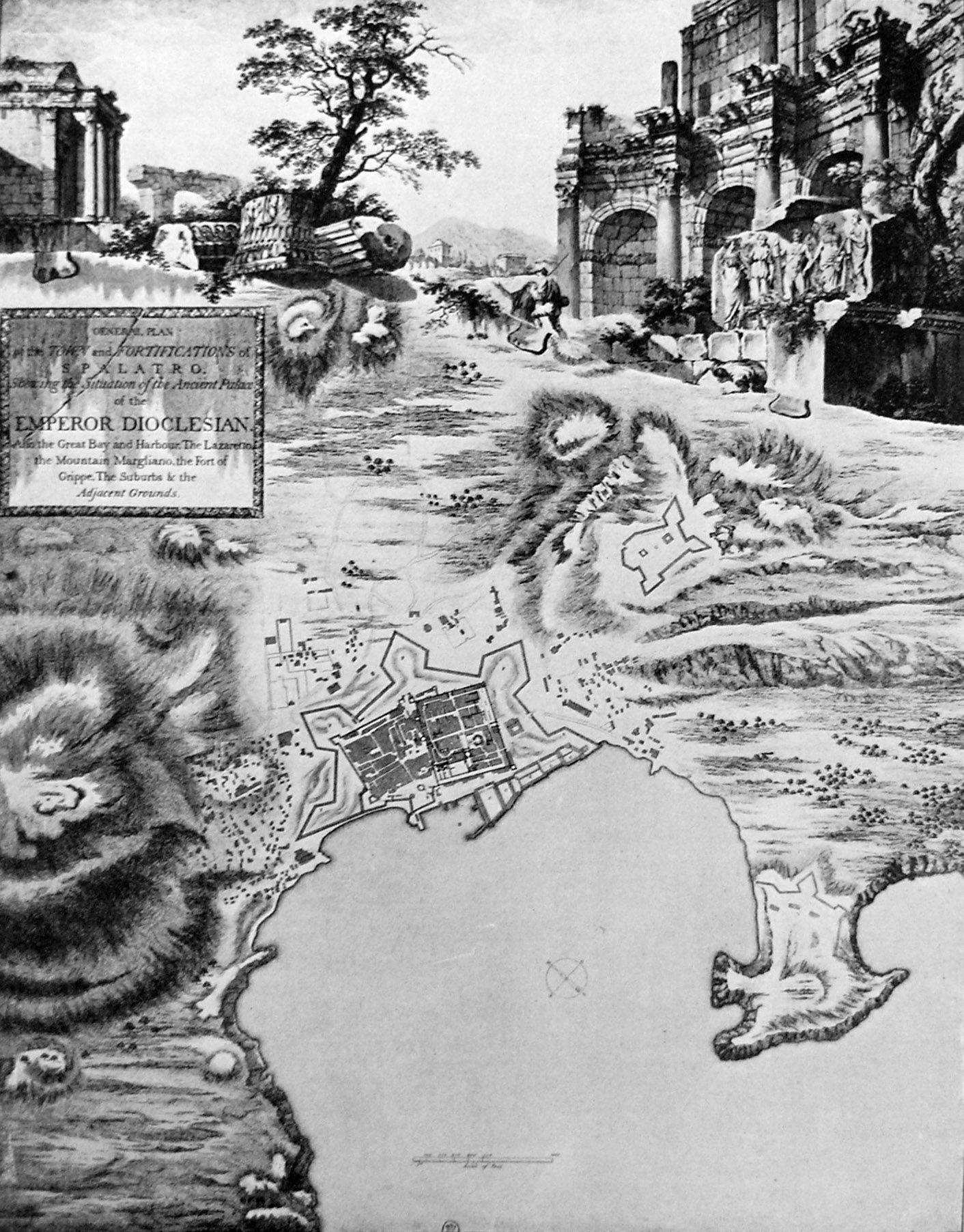
Planul Splitului în 1764, de Adam

Conform istoriei bisericii din Salona, redactată de arhidiaconul Toma în secolul al XIII-lea, populația Salonei, amenințată de înaintarea slavilor în Dalmația, s-a refugiat pe insulele de-a lungul coastei, înainte de a reveni pe continent, sub conducerea unui anume Severus, în palatul lui Dioclețian și în împrejurimile lui. După câteva asperități inițiale, populația romanizată și migratorii slavii au ajuns la un modus vivendi, care a permis reînființarea episcopiei Salonei, transferată însă la Split: Ioan din Ravenna, legat pontifical, a fost ales episcop și în 650 a transformat fostul mausoleu al lui Dioclețian, confundat cu un templu al lui Jupiter, în noua catedrală episcopală, după ce a golit-o de statuile idolilor păgâni.
Arhidiaconul Toma relatează că Ioan din Ravenna a trimis o expediție la Salona pentru a recupera rămășițele sfântului Domnius, dar aceasta a trebuit să facă cale întoarsă, după ce în primul s-a înșelat asupra locului mormântului: rămășițele sfântului au fost plasate în cele din urmă în catedrală și folosesc pentru a justifica pretențiile bisericii din Split asupra primatului eclesiastic asupra Dalmației. Domnius este, de fapt, un martir salonitan care a murit la 10 aprilie 304 în amfiteatrul de la Salona, în timpul marii persecuții ordonate de Dioclețian. El fusese înmormântat la început împreună cu un preot, Asterius, și patru soldați, într-un mausoleu de lângă oraș. Conform cronicilor pontificale, aceste moaște au făcut obiectul unei alte strămutări, în 641 în timpul papei Ioan al IV-lea, care era de origine dalmată. El negociase cu slavii restituirea rămășițelor și le adusese la Roma. Această a doua tradiție, mai bine atestată, asupra istoriei moaștelor salonitane, a condus la repunerea în discuție a veridicității lui Ioan din Ravenna și a acțiunilor lui: era vorba de o ficțiune ulterioară, probabil din secolul al IX-lea sau al X-lea. Aceasta nu invalidează însă deloc ipoteza reocupării ansamblului palațial în secolul al VII-lea, în chestiune fiind de fapt dacă a existat sau nu continuitate în locuirea lui.
Baptisteriul catedralei din Split, care nu este altul decât chiar templul aflat față în față cu mausoleul, convertit spre această utilizare, conținea un sarcofag atribuit lui Ioan, principala mărturie materială ce ar confirma istoria ecleziastică scrisă de arhidiaconul Toma. Probabil, este vorba nu de Ioan de Ravenna, a cărui istoricitate este pusă la îndoială, ci de un alt personaj cu același nume care ar fi trăit cândva la sfârșitul secolului al VIII-lea. Întinderea Imperiului Carolingian către 800 în Dalmația a fost însoțită de misiuni france către slavii din regiune.
Dar către sfârșitul secolului, regiunea a trecut sub controlul Imperiului Bizantin. În 868, Vasile I a despresurat Ragusa din asediul arabilor și a reafirmat dominația bizantină asupra themei Dalmația⁠(fr)[traduceți]. Prima descriere medievală de încredere a Splitului figurează, astfel, în De Administrando Imperio a lui Constantin al VII-lea Porfirogenet (capitolul 29):
Cetatea Spalato, care înseamnă «mic palat», fu înființată de împăratul Dioclețian; el și-a făcut aici propria reședință, și a construit înăuntru o curte și un palat, a cărui mare parte a fost distrusă. Dar o parte încă mai dăinuie, ca reședință episcopală a orașului și biserica Sfântul Dominus, în care odihnește însuși Sfântul Domnus, și unde fusese chiar mormântul împăratului Dioclețian. Dedesubt se află săli boltite pe care le folosea drept temnițe și în care îi închidea cu cruzime pe sfinții pe care îi tortura. Sfântul Anastase odihnește și el în această cetate. Zidul fortificației acestei cetăți nu a fost construit nici din cărămizi, nici din ciment, ci din blocuri de piatră, de unul și, mai des, doi stânjeni lungime aranjate și legate de o parte și de alta cu piroane de fier cufundate în plumb. În această cetate se găsesc și rânduri înguste de coloane, cu antablamente deasupra, pe care însuși împăratul Dioclețian a propus să se construiască bolte care să acopere întreg orașul, și să-și construiască palatul și toate apartamentele sub aceste bolte până la o înălțime de două sau trei caturi, care ocupă puțin spațiu la bază în aceeași cetate. Zidul fortificației acestei cetăți nu are nici al doilea rând de zid, nici șanț, ci doar ziduri înalte și arcași.}}
Descrierea oferită de Constantin al VII-lea, în preajma lui 948-949, arată că palatul s-a transformat într-un mic oraș, a cărui structură este dată încă de construcțiile antice târzii. Studiile arheologice confirmă că primele faze de construcție de după secolul al VI-lea au reutilizat intensiv structurile antice târzii, pe care s-au mulțumit doar să le divizeze cu ziduri grosiere legate cu argilă. Populația acestui mare burg era majoritar de origine slavă, fapt relevat de mai multe indicii: arhiepiscopul Ioan din secolul al X-lea — un alt conducător al bisericii locale, mai bine cunoscut — era în mod sigur slav, întrucât tatăl său se numea Tordacatus, forma romanizată a numelui slav Tvrtko. Sculptura arhitecturală a capelei Sfântul Martin, de la poarta de nord a fortificațiilor se apropie din punct de vedere stilistic de materialul prezent în fundațiile nobililor croați din secolul al IX-lea.
Treptat, noile construcții au mascat vestigiile palatului lui Dioclețian: cea mai veche este clopotnița ridicată deasupra crenelurilor porții de vest, către 1100, pentru capela denumită „Sfânta Maică a Clopotelor” (Gospa od zvonica). Cele mai vechi vestigii arhitecturale civile medievale sunt conacele gotice cu două sau trei etaje care au invadat interiorul palatului în secolele al XII-lea și al XIII-lea. Dezvoltarea urbană a cuprins orașul din interiorul zidurilor tetrarhice până în secolul al XIII-lea, și un nou centru civic s-a dezvoltat la sfârșitul Evului Mediu la vest de zidurile lui.

### Redescoperirea palatului lui Dioclețian

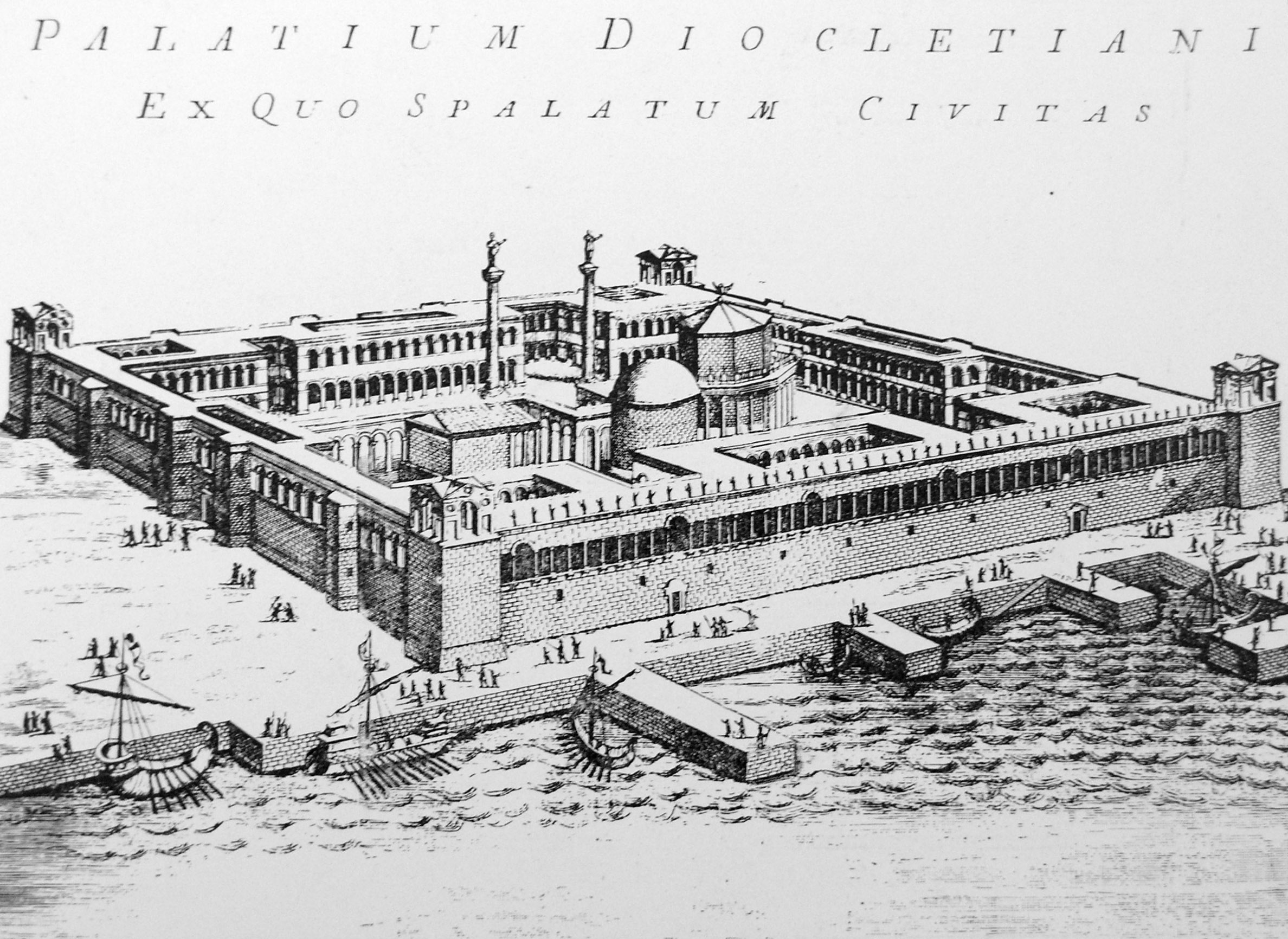
Reconstituirea palatului de Fischer von Erlach publicată de Farlati.

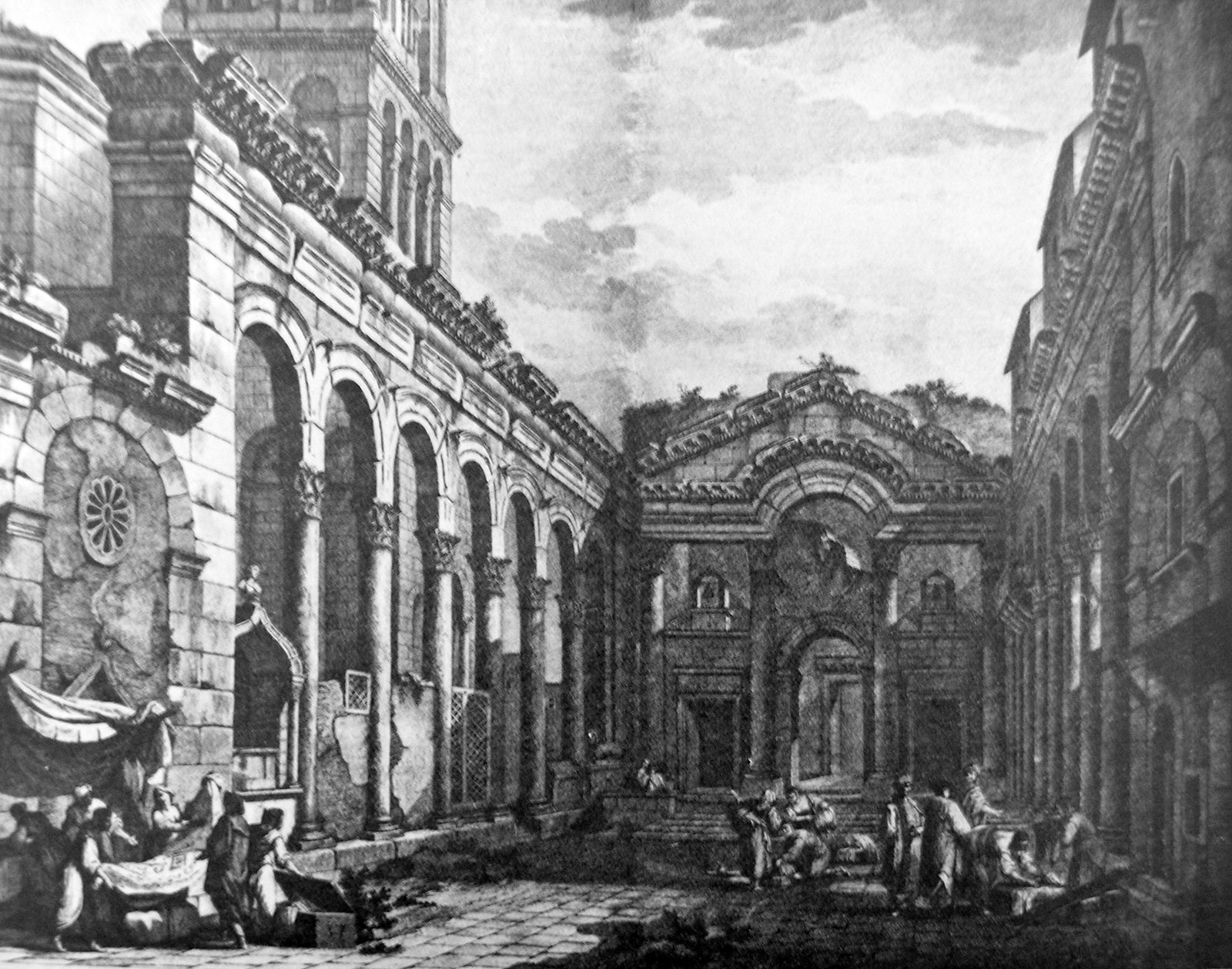
Peristilul, văzut de Adam în 1764.

Primul călător despre care se știe că s-a interesat de palatul lui Dioclețian a fost Ciriaco din Ancona, care, la întoarcerea dintr-o călătorie în Aheea și în Epir, s-a oprit la Split și la Salona în 29 și 30 iulie 1436 pentru a copia inscripțiile de acolo. Prima descriere datorată unui erudit local, scrisa în croată, a fost făcută de Marko Markulić la sfârșitul secolului al XV-lea. El a descris templul lui Jupiter și menționează că „Rotonda” (adică Vestibulul) încă mai avea fragmente de mozaic fixate. În 1567, cancelarul venețian al comunei Split, Antonio Proculiano, a descris palatul și principalele sale clădiri, între care se numărau probabil cele două edificii circulare ale temenosului templului lui Jupiter. Tomko Marnavić, episcop de Bosnia, a relatat și el povestea descoperirii sarcofagului lui Dioclețian în turnul de sud-est al palatului.
Primele desene ale palatului datează din secolul al XVI-lea și aparțin unui italian neidentificat. Păstrate în colecțiile Institutului Regal britanic de la Londra, ele au aparținut la scurt timp după realizare arhitectului italian Andrea Palladio care le-a adnotat: aceasta l-a determinat pe E. Hébrard să-i atribuie acestuia paternitatea lor. Anecdota este totuși semnificativă pentru impactul important pe care l-a avut redecoperirea palatului lui Dioclețian asupra arhitecturii neoclasice. Cărturarul lyonez Jacob Spon și botanistul englez George Wheler au fost primii care au propus reconstituirea ansamblului complexului în publicarea călătoriei efectuate de ei împreună în Italia în 1675. Abia în 1721 însă, odată cu opera Schițe de arhitectură istorică a arhitectului austriac Johann Bernhard Fischer von Erlach, au apărut primele desene realizate pornind de la studiile de pe teren. Această reconstrucție a fost reluată și de Daniele Farlati în ilustrațiile celui de-al doilea volum din opera sa Illyricum Sacrum, din 1753.
În iulie 1757, a sosit la Split arhitectul scoțian Robert Adam, care și-a continuat în Dalmația călătoria sa începută în Italia, în compania pictorului francez Charles-Louis Clérisseau. Obiectivul său declarat era de a realiza o colecție de desene cu vestigii ale palatului lui Dioclețian, care să le completeze pe cele dedicate termelor aceluiași împărat de la Roma. În ciuda rezervelor garnizoanei venețiene față de sosirea lui — Split era încă in acea epocă o cetate venețiană strategică populată de o garnizoană — Robert Adam a putut călători până la sfârșitul lunii august în zona vestigiilor antice, grație în parte ajutorului compatriotului său William Graeme de Bucklivie, comandant al armatei venețiene în acea perioadă. Rezultatul celor cinci săptămâni ale sejurului său este un remarcabil folio publicat în 1764 la Veneția, cu 61 planșe ilustrate, opera lui Clérisseau. În ciuda unor greșeli, fără îndoială cauzate de simplificări în numele căutării simetriei, desenele au rămas, până la începutul secolului al XX-lea opera de referință pentru palat. Ea a avut și un anumit impact asupra arhitecturii neoclasice europene. Una dintre clădirile construite ulterior de Robert Adam și de frați săi la Londra, pe malul Tamisei este direct inspirată din fațada maritimă de la Split.
Câteva decenii mai târziu, în 1782, pictorul francez Louis-François Cassas a realizat, la rândul său, desene ale palatului, pe care le-a publicat în 1802 Joseph Lavallée în relatarea călătoriei lor. Plusul lor în raport cu lucrarea lui Adam rezidă într-o mai mare fidelitate față de starea reală a vestigiilor, și în informațiile suplimentare furnizate de desenele lor despre orașul medieval.
După aceea, abia la începutul secolului al XX-lea au fost realizate, la câțiva ani depărtare unul de altul, cele două mari studii științifice ale palatului, care încă mai stau la baza bibliografiei contemporane. Primul este opera arhitectului austriac Georg Niemann între 1905 și 1910, iar a doua aparține francezilor Ernest Hébrard⁠(fr)[traduceți] și Jacques Zeiller între 1906 și 1910.
După aceste două studii fondatoare, lucrul a continuat. În 1924 casa episcopală de lângă Catedrala din Split a fost distrusă de un incendiu, ceea ce a furnizat ocazia de a elibera împrejurimile nordice ale Mausoleului. Munca de reconstrucție a Splitului în urma celui de al Doilea Război Mondial a adus realizarea unui mai vechi proiect de despresurare a fațadelor de nord și est ale palatului. Dar numai începând cu 1957, un efort de punere în valoare a complexului monumental i-a condus pe frații Jerko și Tomas Marasović să întreprindă săpături care le-au permis să revadă în numeroase puncte vechile elemente ale palatului: operațiunea lor, prelungită până în 1975 s-a concentrat în special pe Peristil, pe Vestibul și pe apartamentele imperiale. Ele au permis descoperirea a două mici clădiri circulare în temenosul Templului. În paralel, Sheila Mc Nally și Universitatea statului Minnesota au desfășurat nouă campanii de săpături stratigrafice între 1965 și 1974, explorând complexele termale de la nord de apartamentele private.